# Русская императорская армия

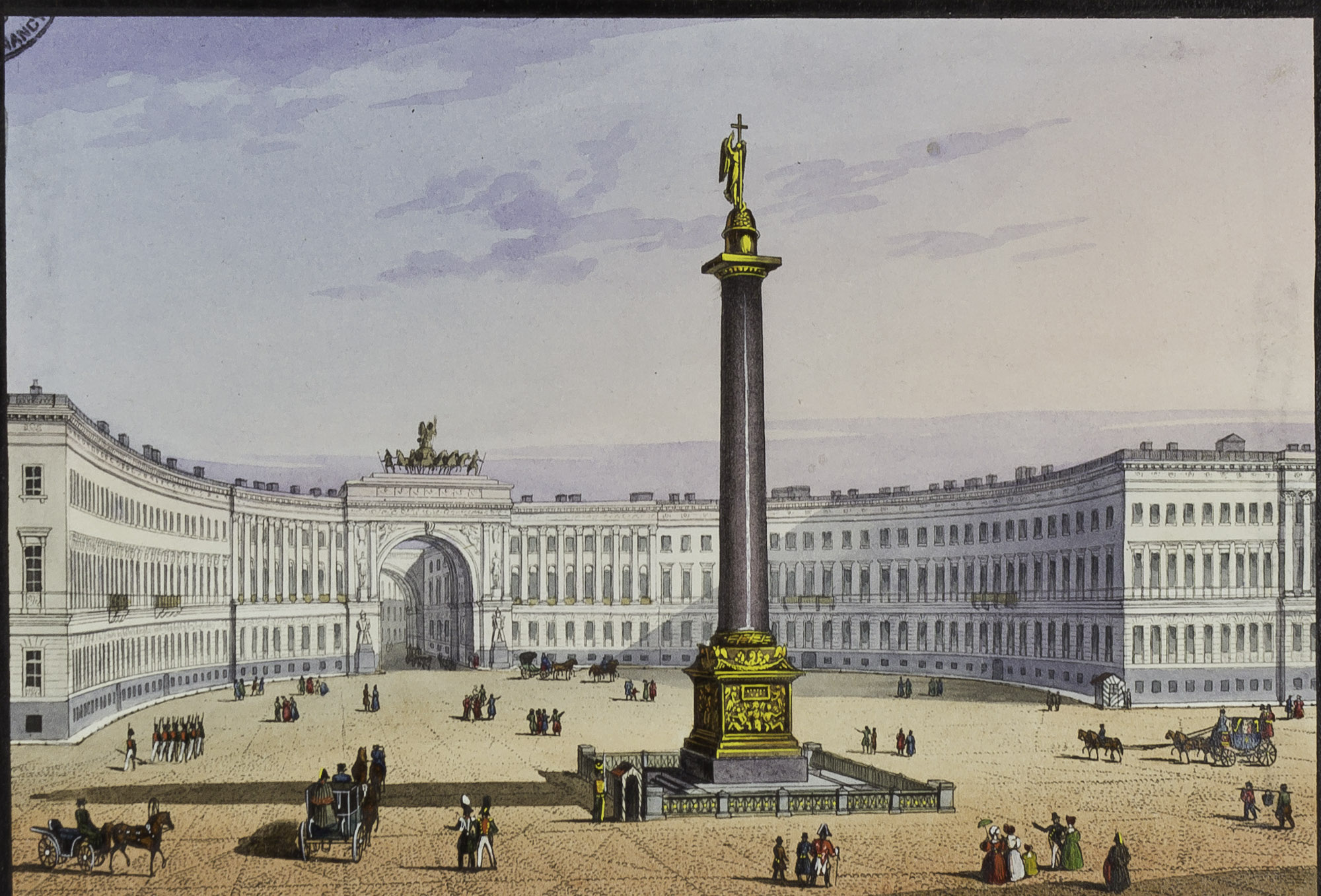
Здание Главного штаба на Дворцовой площади в Санкт-Петербурге (ныне штаб Западного военного округа)

Ру́сская импера́торская а́рмия, Росси́йская импера́торская а́рмия (собирательно — русская армия) — сухопутные войска Российской империи в 1721—1917 годах.
Создана в конце XVII — начале XVIII веков в результате военных реформ Петра I как регулярная армия, основанная на рекрутской повинности (с 1874 года комплектовалась на основе всеобщей воинской повинности). Заменила стрелецкие полки, полки «нового строя» и иррегулярные поместные войска.

## Канун преобразований. Военные реформы XVII века

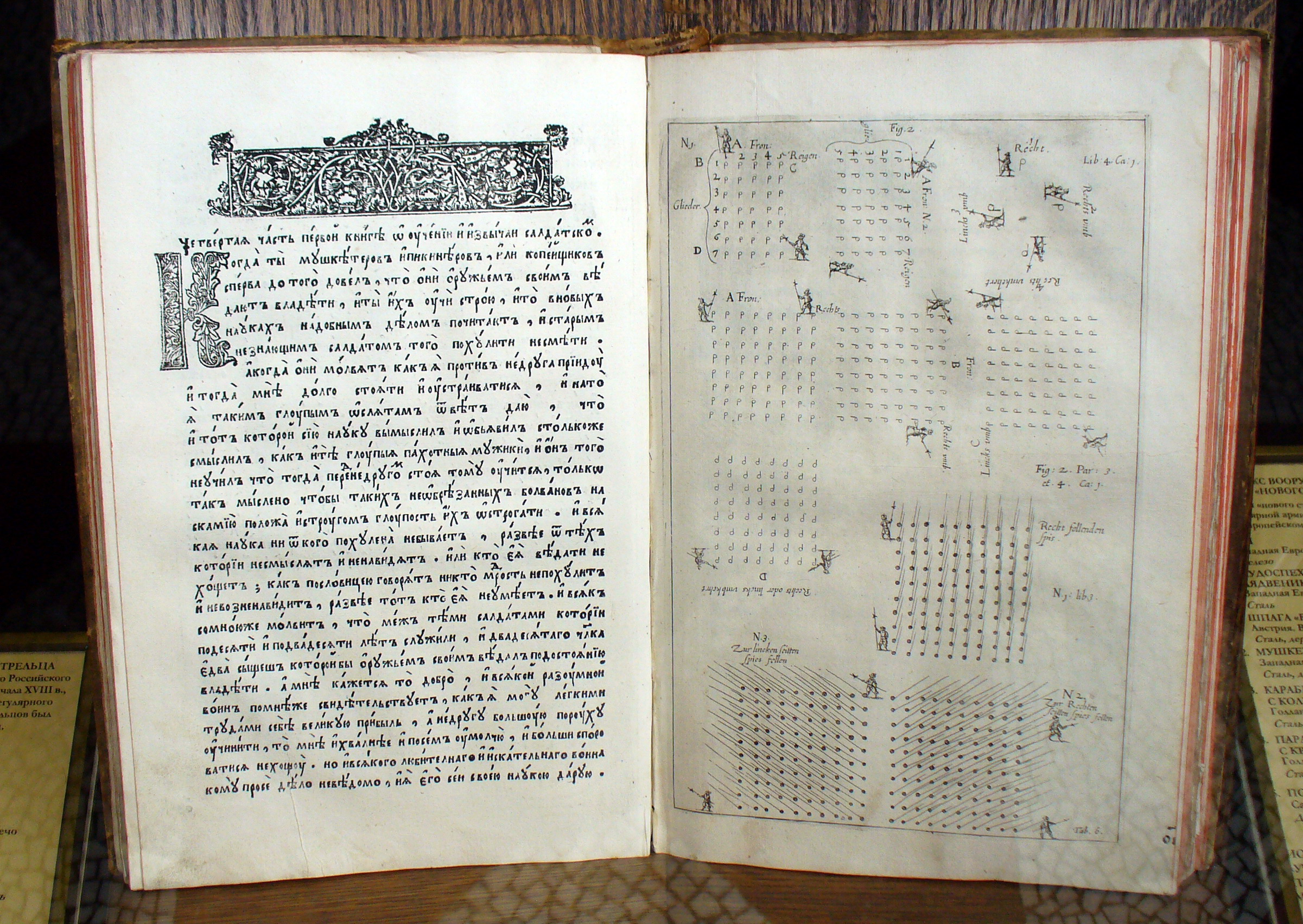
Воинский устав «Учение и хитрость ратного строения пехотных людей», 1647 год

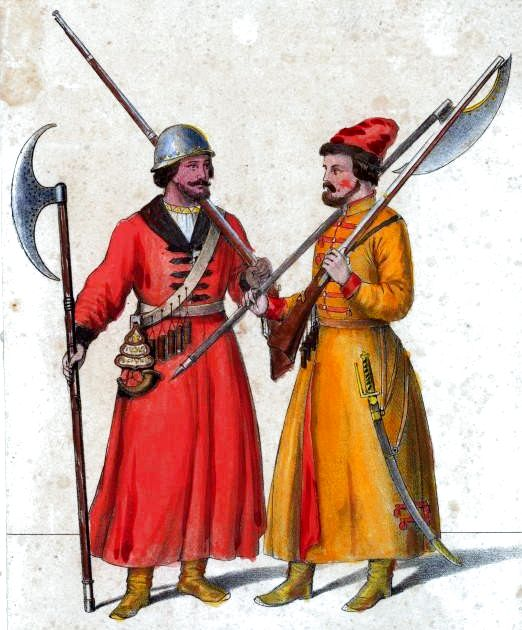
Русские стрельцы

Отдельные признаки регулярной армии (штатная полковая организация, единое обмундирование и вооружение, государственное обеспечение) имелись у стрелецкого войска, созданного ещё в XVI веке. В 1680-х годах численность стрельцов достигала 55 тыс. человек. После восстания 1698 года и волнения стрельцов в Азове по указам Петра І часть стрелецких полков была распущена или переформирована в гарнизонные солдатские полки. Однако после поражения русской армии под Нарвой в 1700 году упразднение стрелецкого войска приостановили. Наиболее боеспособные стрелецкие полки участвовали в важнейших сражениях Северной войны 1700—1721 годов и Прутском походе 1711 года. Постепенно оставшиеся стрелецкие полки преобразовывались в солдатские или расформировывались. Процесс ликвидации стрелецкого войска в основном завершился в 1720-х годах.
Начало строительства русской регулярной армии обычно связывают с появлением в XVII веке полков «нового (или иноземного) строя». В ходе военной реформы 1630—1632 годов созданы первые семь полков «нового строя»: 6 солдатских (пехотных) полков и 1 рейтарский (кавалерийский) полк. Они были сформированы с учётом опыта построения наёмных армий Западной Европы — имели чёткую структуру, единообразное вооружение и форму одежды, проходили систематическое военное обучение. Кроме того, солдатским полкам придавалась артиллерия (6—12 орудий на полк). Полки «нового строя» находились в ведении Иноземского приказа (а позднее ещё и Рейтарского приказа). Комплектование полков «нового строя» осуществлялось путём найма добровольцев (вольных «охочих людей»), при этом значительная часть командного состава и часть рядовых данных полков являлись наёмниками-иностранцами. Позднее, во время Смоленской войны 1632—1634 годов, сформированы ещё два солдатских полка и один драгунский полк (имел в составе конную артиллерию). Из-за недостатка добровольцев для укомплектования полков прибегли к набору «даточных людей» (военнообязанных, выставляемых городским и сельским населением для несения военной службы). Общая численность полков «нового строя» к концу войны достигла 17 тыс. человек, однако после её окончания эти полки были расформированы. Позднее полки «нового строя» неоднократно вновь собирались и распускались.
В 1647 году издан первый печатный воинский устав для солдатских полков «нового строя» — «Учение и хитрость ратного строения пехотных людей». Помимо этого, ещё в 1607 году, во времена правления Василия Шуйского, появился рукописный «Устав ратных, пушечных и других дел, касающихся до воинской науки…» (в 1621 году, уже в царствование Михаила Фёдоровича, этот устав существенно дополнен).
При царе Алексее Михайловиче в 1656—1658 годах сформированы два московских «выборных» солдатских полка. Они имели особую организацию и усиленный состав (в разное время численность каждого из них составляла от 2 до 7 тыс. человек). Эти элитные полки к 1680-м годам были единственными среди русской пехоты «нового строя», которые несли постоянную военную службу.
В 1679—1682 годах проведена очередная военная реформа. Если ранее управлением войск занималось не менее 18 приказов, то после реформы военное управление сосредоточили в трёх основных приказах: Разрядном, Рейтарском и Иноземском. Полки «нового строя» стали основой русской армии. В них набирались «даточные» и «охочие» люди, при этом рейтарские полки укомплектовывались дворянами и городовыми казаками. В середине 1680-х годов имелось уже 67 полков «нового строя» общей численностью свыше 90 тыс. человек (это более половины численности всей русской армии тех лет).
В 1690 году молодым царём Петром І из так называемых «потешных» созданы Преображенский и Семёновский полки (по образцу полков «нового строя»).
С началом создания в России регулярной армии в конце XVII — начале XVIII веков полки «нового строя» расформировали, а их личный состав направили на укомплектование новых воинских частей. Исключением являлись два московских «выборных» солдатских полка, преобразованные в регулярные полки русской армии — Лефортовский и Бутырский, а также Преображенский и Семёновский полки, которые в 1700 году стали первыми полками русской гвардии.
Окончательный переход к регулярной армии произошёл при подготовке России к войне со Швецией: осенью 1699 года начато формирование новых полков постоянного состава. Согласно указу Петра І от 8 (18) ноября 1699 года объявлялся набор в армию «всяких вольных людей» (для службы по найму; всем записавшимся в полки установлено денежное жалованье), затем указом от 19 (29) ноября 1699 года этот набор распространили и на «даточных людей» (это был уже принудительный набор военнообязанных из крестьян и посадских). Подобное практиковалось и ранее, однако теперь набор в полки проходил на пожизненный срок военной службы (ранее указанные категории «охочих» и «даточных» людей набирались на определённый срок, в основном на период войны, а затем распускались по домам). Предполагалось, что вновь набранные («новоприборные») регулярные полки будут постоянно находиться на казарменном положении и вести непрерывное военное обучение по примеру московских «выборных» солдатских полков. Всего к середине 1700 года сформированы 27 «новоприборных» солдатских полков, а также 2 драгунских полка — из дворян, «детей боярских» и «даточных людей».

## XVIII век

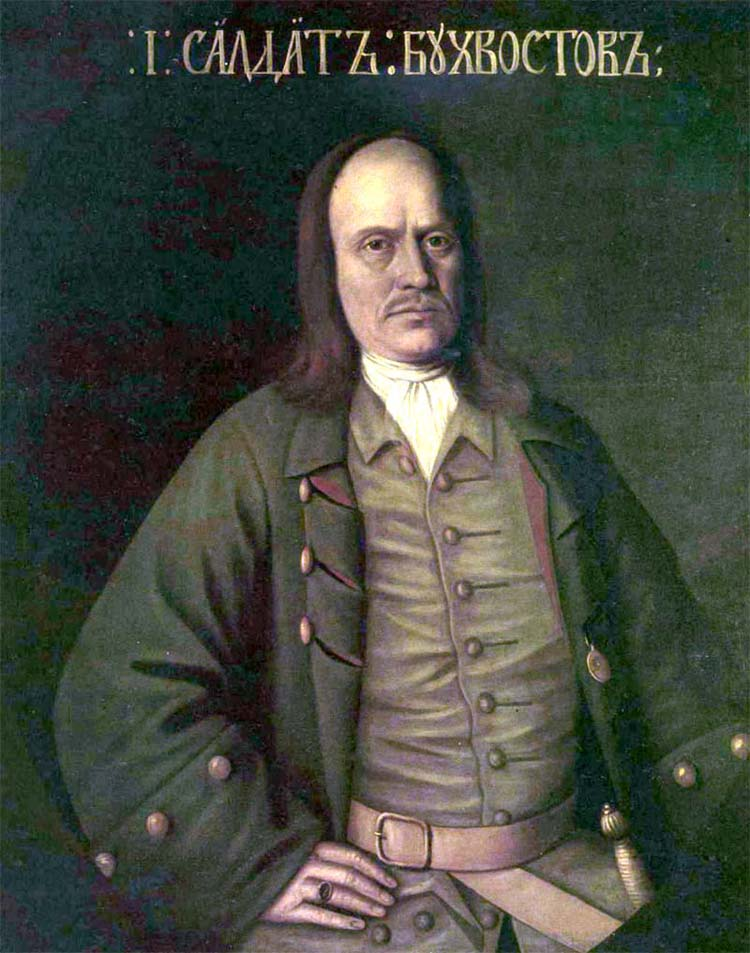
«Первый российский солдат»
С. Л. Бухвостов

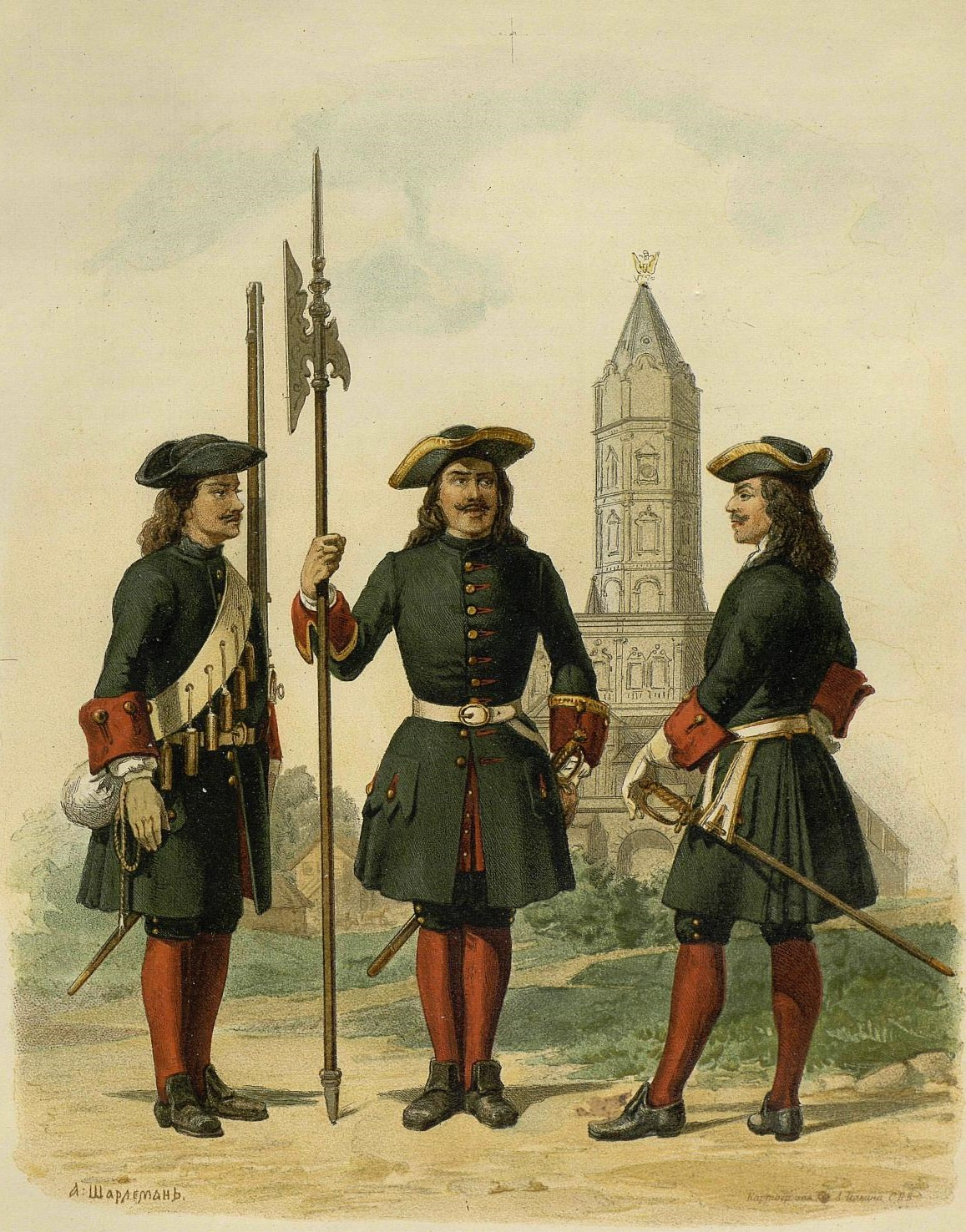
Солдат, сержант и офицер Преображенского полка,
1695—1700 годы

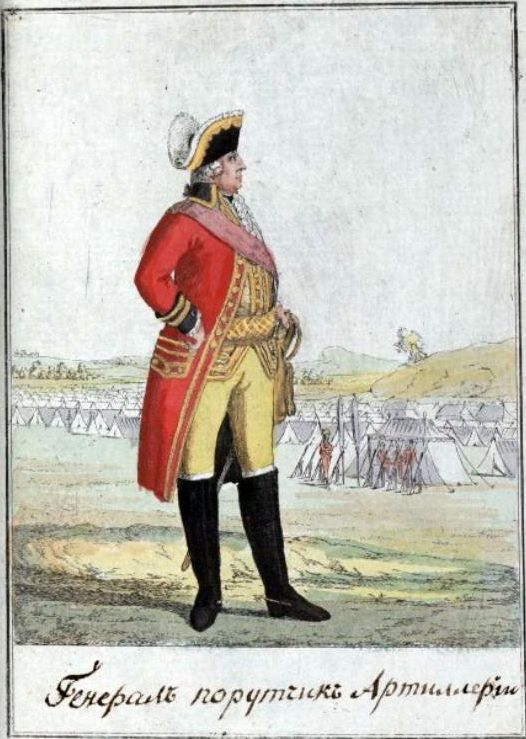
Генерал-поручик артиллерии,
1793 год

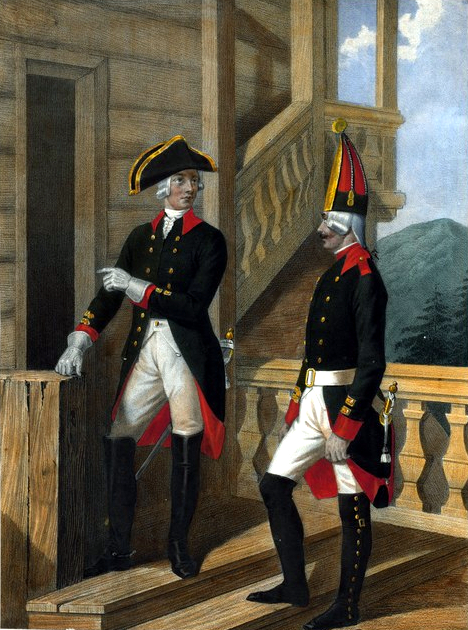
Штаб-офицер и гренадер Ростовского мушкетёрского полка,
1797—1801 годы

Поначалу офицерский корпус «новоприборных» полков имел в своём составе большое количество иностранцев. Так ими были заняты все старшие офицерские должности «новоприборных» пехотных полков, однако среди ротных командиров существенно преобладали русские (значительную часть младших офицеров составляли спешно набранные московские чины и дворяне). Постепенно доля офицеров-иностранцев в русской армии сокращалась, и офицерский состав стал комплектоваться преимущественно из русского дворянства. Кроме этого, к иностранным кандидатам на офицерские должности ввели более строгие требования (при этом по штатам 1711 и 1720 годов около трети офицерских должностей всё ещё закреплялись за иностранцами, получавшими повышенное жалованье).
Указом от 20 февраля (3 марта) 1705 года вместо разнородных источников комплектования («охотники», «даточные люди» и др.) окончательно установлена рекрутская система комплектования армии и появился сам термин «рекрут». Данная система состояла в обязанности населения податных сословий периодически поставлять в армию определённое число лиц мужского пола (рекрутов). Военная служба рекрутов была пожизненной (до 1793 года; позднее установили 25-летний срок службы), при этом духовенство освобождалось от военной службы, а состоятельные горожане и прочие свободные люди могли официально от неё откупиться. Рекрутские наборы производились по мере надобности и в различных количествах.
Служба дворян в армии изначально была обязательной и продолжалась пожизненно (с 1736 года ограничена в мирное время 25-летним сроком, а с 1762 года стала добровольной). Для получения офицерского чина им требовалось прослужить определённый срок солдатами в полках гвардии.
Основной организационной единицей русской армии являлся полк, имевший постоянный состав (пехотному полку по штату 1711 года полагалось около 1500 чел., кавалерийскому полку — свыше 1300 чел.). Пехотные и гренадерские полки обычно состояли из двух батальонов (по четыре роты каждый). Однако в гвардейских и некоторых армейских пехотных полках имелся усиленный состав: например, в Лейб-гвардии Преображенском полку были 4 батальона, а также Бомбардирская и Гренадерская роты. В составе кавалерийского полка находились 5 эскадронов (каждый эскадрон состоял из двух рот: всего в полку — 10 рот). Регулярную кавалерию образовали драгунские полки, а основу лёгкой иррегулярной кавалерии — казачьи и гусарские полки (гусары тогда набирались из молдаван, валахов и сербов). Пехотные и кавалерийские полки временно сводились в бригады, а бригады — в генеральства (с 1717 года — в дивизии) различного состава. Впервые для решения стратегических задач во время военных действий создавались лёгкие корпуса (корволанты).
Под руководством Петра I проведена масштабная реформа русской артиллерии. В 1699 году учреждена должность начальника артиллерии — генерал-фельдцейхмейстера, в 1702 году в боевом применении впервые опробована конная артиллерия (артиллерийские расчёты, приданные драгунским полкам, посадили на коней; правда, подобная организация артиллерии тогда не стала постоянной), в составе артиллерии появились военные инженеры. Для подготовки офицеров созданы артиллерийские школы, установлено строгое единообразие в изготовлении орудий и боеприпасов, число калибров орудий сокращено до 12. Были также введены зарядные ящики, прицелы, холщовые картузы для пороховых зарядов.
Первый штат артиллерии русской армии утверждён в 1712 году: личный состав всей полевой и осадной артиллерии свели в отдельный Артиллерийский полк (состоял из 1 бомбардирской, 6 канонирских и 1 минёрной рот, а также команд инженеров, «петардиров» и понтонёров). Кроме того, в Лейб-гвардии Преображенском полку имелась собственная бомбардирская рота, а каждому пехотному и драгунскому полку придавались по две 3-фунтовые полевые пушки.
По инициативе Петра І началось создание военно-учебных заведений. В 1698 году в Москве открылись артиллерийская и пехотная школы, в 1701 году создана Школа математических и навигацких наук. Позднее появились артиллерийская и инженерная школы в Санкт-Петербурге (соответственно — 1712 и 1719 годы), инженерная школа в Москве (1712 г.).
В 1716 году Пётр I утвердил Воинский устав, закрепивший создание русской регулярной армии и определявший все стороны её деятельности (организация войск, права и обязанности высших и полковых военных чинов, организация полевого штаба, полевой и гарнизонной службы, военного суда, устройство караулов, проведение смотров, вопросы войскового довольствия, воинского обучения, устройства военных лагерей, полевых лазаретов, почты и др.). В устав также был включён Артикул воинский 1715 года (военно-уголовный и военно-процессуальный кодекс).
В 1720 году начал свою работу высший орган военного управления — Военная коллегия (просуществовала до 1812 года), в 1722 году введена система военных, гражданских и придворных чинов — Табель о рангах.
К концу Северной войны 1700—1721 годов численность русской регулярной армии достигла 124 тыс. человек. Всего за период с 1699 по 1725 год проведено 53 рекрутских набора и призвано в армию около 300 тыс. человек.
К концу царствования Петра І в состав русской армии входили 51 пехотный полк (в том числе 2 гвардейских, 5 гренадерских, 35 армейских пехотных полков, а также 9 полков Низового корпуса) и 33 кавалерийских (драгунских) полка. На вооружении пехоты имелись 7-линейные гладкоствольные кремнёвые ружья (фузеи) со штыками, шпаги, тесаки, а у гренадер — также бомбы (ручные гранаты); у кавалерии — карабины, палаши и пистолеты.
Артиллерия русской армии к 1725 году подразделялась на полковую, полевую, осадную и крепостную (гарнизонную). Артиллерийские орудия существовали следующих типов: пушки (стреляли ядрами и картечью), гаубицы (стреляли гранатами, картечью и др.) и мортиры (стреляли бомбами).
Кроме полевой армии, были созданы гарнизонные войска (49 пехотных и 4 драгунских полка; около 70 тыс. чел. к 1725 году), которые несли внутреннюю службу и являлись резервом армии, и ландмилиция, обеспечивавшая охрану юго-западных границ России (в 1723 году — около 6 тыс. чел.; позднее появились части ландмилиции для охраны границы в Оренбургском крае и в Сибири, а также на западе страны). Также в русской армии имелись достаточно многочисленные иррегулярные войска: слободские, запорожские (малороссийские), донские, яицкие, терские, гребенские казаки, калмыцкая конница и др.
В 1728 году создан Инженерный корпус (образован из военных инженеров, выделенных из состава артиллерии) и утверждён штат отдельной минёрной роты.
В 1732 году официально открыт первый кадетский корпус — Корпус кадет (с 1743 года — Сухопутный шляхетный кадетский корпус, с 1800 года — 1-й кадетский корпус).
В 1730—1760-х годах в русской кавалерии сформировали ряд кирасирских и гусарских полков. Первый кирасирский полк появился в 1731 году по инициативе генерала Х. А. Миниха (к концу 1796 года имелось 16 армейских кирасирских полков; кроме того, Лейб-гвардии Конный полк реорганизован по образцу кирасирских полков). Гусарские полки первоначально создавали из сербов, венгров, молдаван, валахов, грузин, болгар, а позднее также из слободских казаков. В 1783 году гусарские полки переименовали в легкоконные (через несколько лет некоторым полкам вернули их прежние названия, однако это были уже полки регулярной кавалерии, формируемые на общих основаниях).
Помимо создания первого в России кадетского корпуса и кирасирских полков, президент Военной коллегии Х. А. Миних (в должности с 1732 по 1741 год) провёл ряд реформ в русской армии: существенно выросла численность ландмилиции; жалованье русских офицеров сравнялось с жалованьем иностранцев, находящихся на русской службе; в полках введены штаты мирного и военного времени; при гарнизонных пехотных полках открывались школы для обучения грамоте солдатских детей (первые гарнизонные школы для солдатских детей появились ещё при Петре І в 1721 году); создавались гарнизонные госпитали для солдат. Кроме этого, значительно увеличилось количество крепостей (с 31 до 82), на границах России активизировалось строительство протяжённых оборонительных линий (к 1755 году построены Украинская, Уйская, Новая Закамская, Оренбургская, Тоболо-Ишимская, Иртышская и другие пограничные оборонительные линии).
Во второй половине XVIII века в русской армии произошёл целый ряд перемен. На вооружение пехоты приняты облегчённые кремнёвые ружья образца 1753 года, в артиллерию стали поступать орудия нового типа — удлинённые гаубицы-«единороги», разработанные под руководством генерал-фельдцейхмейстера П. И. Шувалова.
В 1755 году императрицей Елизаветой Петровной утверждены новые строевые уставы, пехотный и кавалерийский: «Описание пехотного полкового строю», «Экзерциция и учреждение строев и всяких церемониалов регулярной кавалерии».
В 1756 году 46 пехотных полков переименованы в мушкетёрские. Эти полки состояли из трёх батальонов, двух гренадерских рот и полковой артиллерийской команды при 4-х орудиях. Тогда же начато формирование 5 мушкетёрских полков для Обсервационного корпуса (в каждом полку по 4 батальона; кроме усиленного состава, данные полки имели гораздо больше артиллерийских орудий, чем обычные мушкетёрские полки). В 1762 году все мушкетёрские полки перевели на двухбатальонный состав, в этом же году по указу вступившей на престол императрицы Екатерины ІІ мушкетёрские полки переименованы в пехотные (в 1796 году при императоре Павле І вновь стали именоваться мушкетёрскими).
Также вновь сформированы 4 гренадерских полка двухбатальонного состава (взамен упразднённых в середине 1720-х годов), а 6 драгунских полков преобразованы в конно-гренадерские. Новую организацию получила полевая артиллерия: она теперь состояла из двух артиллерийских полков (по два батальона в каждом полку; в батальоне — 1 бомбардирская и 4 канонирские роты). При полевых артиллерийских полках появились специальные обозы — артиллерийский фурштат в составе трёх рот и двух команд. В 1757 году создан Инженерный полк из шести рот — двух минёрных, двух пионерных (сапёрных) и двух мастеровых (полк просуществовал до 1763 года). На Украинской линии и в Заднепровье организована пограничная сторожевая служба казаков.
К началу Семилетней войны 1756—1763 годов штатная численность русской армии достигла 331 тыс. человек, из них: полевые войска (действующая армия) — 172 тыс. чел., гарнизонные войска — 74 тыс. чел., поселенные войска (ландмилиция) — около 28 тыс. чел., иррегулярные войска (казаки, гусары и различные команды) — 44 тыс. чел., артиллерия и инженерный корпус — около 13 тыс. чел.
В 1762 году императором Петром III издан Манифест о вольности дворянства, в соответствии с которым дворяне освобождались от обязательной военной и гражданской службы.
В начале царствования императрицы Екатерины ІІ учреждена Военная (или Воинская) комиссия, которая занялась вопросами реформирования армии (подобные комиссии учреждались и ранее — первая появилась ещё при Екатерине І). В 1763 году созданная ещё при Петре І квартирмейстерская часть преобразована в Генеральный штаб (просуществовал до 1796 года). В армии установлены штаты мирного и военного времени, значительно увеличено количество регулярных пехотных и кавалерийских полков (кроме того, в 1763 году 6 конно-гренадерских и 13 драгунских полков преобразованы в карабинерные полки, а в 1765 году слободские казачьи полки переформированы в гусарские полки), стали проводиться военные манёвры, упорядочена работа штабов. Также был издан новый пехотный строевой устав.
По инициативе генерала П. И. Панина в русской армии появилась лёгкая пехота — егеря (в каждом пехотном полку создали егерскую команду). Затем на основе команд сформировали отдельные егерские батальоны, которые позднее свели в четырёхбатальонные егерские корпуса. А в 1797 году были созданы егерские полки.
Для военного времени установили деление войск на армии, а для мирного времени существовали военно-территориальные округа — дивизии (в 1763 году их было 8, к 1796 году — уже 12). Русская армия вместо устаревшей линейной тактики начала применять в бою новую тактику колонн и рассыпного строя.
В 1762 году Соединённая артиллерийская и инженерная дворянская школа преобразована в Артиллерийский и инженерный шляхетный кадетский корпус (с 1800 года — 2-й кадетский корпус).
В 1763 году вся полевая артиллерия, кроме полковой, объединена в пять полков: бомбардирский, 1-й и 2-й фузилёрные и 1-й и 2-й канонирские (в каждом полку — 10 рот), с 1794 года создавалась конная артиллерия (начато формирование конно-артиллерийских рот постоянного состава).
26 ноября (7 декабря) 1769 года Екатериной ІІ учреждён Императорский Военный орден Святого Великомученика и Победоносца Георгия (орден Святого Георгия), предназначенный для награждения офицеров и генералов русской армии за личную храбрость и военные заслуги (также до 1855 года орден Святого Георгия 4-й степени жаловался за выслугу лет в офицерских чинах).
В 1769—1775 годах большинство полков ландмилиции переформировали в пехотные и драгунские полки либо включили в состав других армейских полков, а остальные преобразовали в лёгкие полевые команды.
С 1774 года рекрутские наборы в армию стали почти ежегодными, а в 1793 году сократили срок военной службы для солдат: вместо пожизненного им установили 25-летний срок службы. К концу царствования императрицы Екатерины ІІ численность русской армии достигла 400 тыс. человек.
При императоре Павле І в русской армии произошёл целый ряд заметных преобразований. Павел І стремился к созданию профессиональной и дисциплинированной армии, при этом он ориентировался на прусскую военную модель, считавшуюся лучшей в Европе. Помимо многочисленных указов, направленных на укрепление воинской дисциплины, изданы несколько воинских уставов, детально регламентировавших армейскую организацию и порядок несения военной службы. В армии введена строгая дисциплина (офицеры массово увольнялись со службы за пьянство, дурное поведение, азартные игры, растраты и др.), войска переводились на казарменное размещение (начато строительство каменных казарм; хотя первые военные казармы появились ещё при Екатерине І), было улучшено вещевое довольствие и питание нижних чинов. Также введён запрет на использование солдат для «частных работ» в офицерских и генеральских имениях. Отменена практика формальной записи на военную службу малолетних дворянских детей (этим ранее обеспечивалось автоматическое получение офицерского чина по достижении совершеннолетия). Однако в армии большое значение стало придаваться муштре, различным смотрам и парадам. Проведение в жизнь целого ряда военных реформ возложили на офицеров «гатчинских войск», которых перевели в гвардейские и армейские полки.
Численность русской армии при Павле І уменьшилась до 355 тыс. человек: особенно сильным сокращениям подверглись регулярная кавалерия (на 1/3) и егеря (на 2/3). Были переформированы карабинерные, легкоконные, конно-егерские и конно-гренадерский полки (они стали именоваться кирасирскими, гусарскими и драгунскими, а часть полков вовсе упразднена).
Согласно воинскому уставу 1796 года «О полевой пехотной службе» пехотные (мушкетёрские) полки состояли из двух батальонов (в каждом батальоне — 1 гренадерская и 5 мушкетёрских рот; всего в полку — 12 рот). Штатная численность полка была определена в 2201 человек, включая 56 офицеров. В свою очередь, драгунские и кирасирские полки имели в своём составе 5 эскадронов, гусарские полки делились на два батальона и состояли из 10 эскадронов.
Получила единую организацию полевая артиллерия русской армии: она была сведена в 14 артиллерийских батальонов (каждый батальон состоял из пяти артиллерийских рот при 10—12 орудиях в роте). Кроме этого, из артиллерии гвардейских полков и «гатчинских войск» создан Лейб-гвардии Артиллерийский батальон.
В 1800 году упраздняется полковая артиллерия, а армейские артиллерийские батальоны переформируются в артиллерийские полки (в 1806 году, уже при императоре Александре І, вместо полков и батальонов создаются артиллерийские бригады; по штату 1807 года каждая такая бригада состояла из шести рот — двух батарейных, двух лёгких артиллерийских, одной конной артиллерийской и одной понтонной). Вместо нескольких типов и 11 калибров артиллерийских орудий оставлено только 2 типа (пушки и единороги) и 5 калибров орудий.
Дальнейшее развитие имели инженерные войска — создан пионерный (инженерный) полк, состоявший из 10 пионерных и 2 сапёрных рот (отдельные роты этого полка были расквартированы в разных городах европейской части России).
К середине 1790-х годов сформировалась как единое целое Кавказская пограничная укреплённая линия (во время Кавказской войны 1817—1864 годов она была продвинута до реки Сунжа, и построен ряд новых линий: Сунженская, Лезгинская, Лабинская, Черноморская береговая, Белореченская).
С 1797 года по указу императора Павла І молодые дворяне принимались на военную службу уже не рядовыми, а сразу унтер-офицерами. Учреждено несколько военно-учебных заведений: Императорский военно-сиротский дом (с 1829 года — Павловский кадетский корпус), Медико-хирургические академии в Санкт-Петербурге (с 1881 года — Императорская военно-медицинская академия) и Москве.
Павел І ввёл в церемониал принятия военной присяги воинские знамёна, которые в полной мере получили значение войсковых регалий (ранее при принятии присяги использовали только Евангелие и крест).
Многие нововведения Павла І вызвали непонимание у значительной части русского офицерского корпуса. Всего за четыре года его правления не по собственному желанию было уволено с военной службы семь генерал-фельдмаршалов (в том числе — А. В. Суворов), 333 генерала и 2261 офицер.
Вторая половина XVIII века отмечена деятельностью целой плеяды русских полководцев: П. С. Салтыков, П. А. Румянцев, А. В. Суворов одержали блестящие победы в Семилетней войне 1756—1763 годов, русско-турецких войнах 1768—1774 и 1787—1791 годов, войне с Францией 1798—1802 годов (Итальянский и Швейцарский походы 1799 года).

## Первая половина XIX века

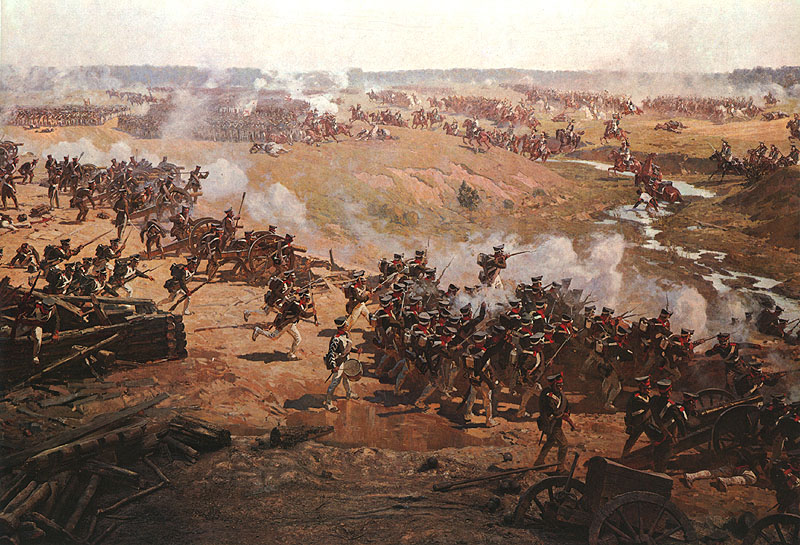
Русские войска в Бородинском сражении

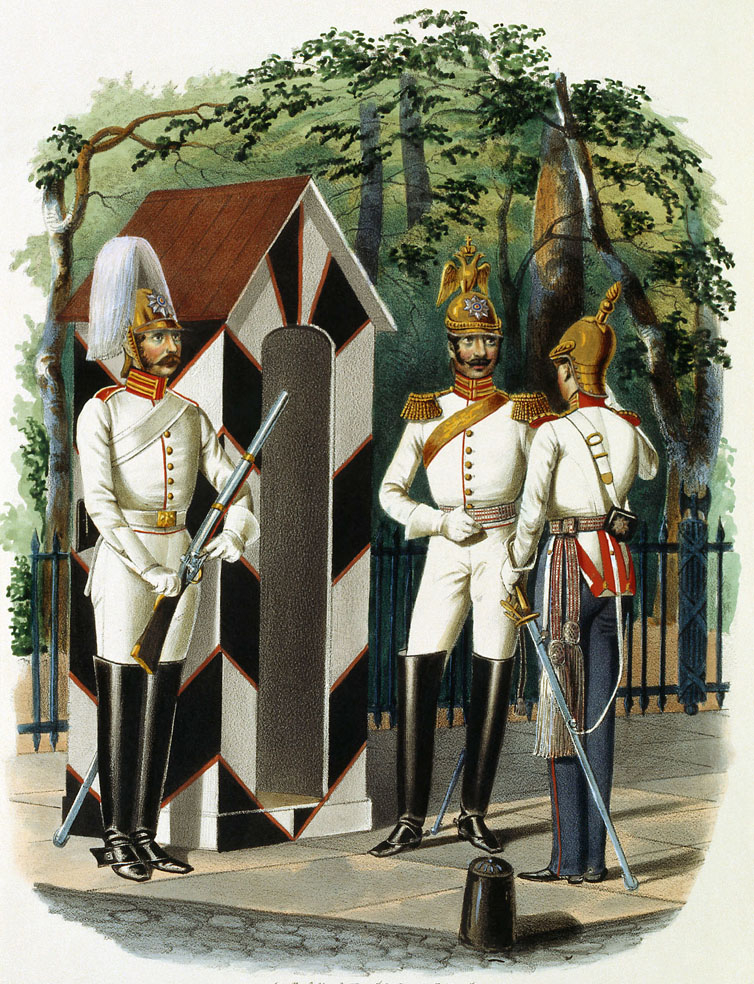
Чины Лейб-гвардии Конного полка, 1848 год

В 1802 году в России образовано Министерство военных сухопутных сил (с 1815 года — Военное министерство; при этом краткое наименование должности главы военного ведомства «военный министр» официально использовалось с 1808 года). До 1812 года исполнительным органом министерства продолжала оставаться Военная коллегия.
В 1806—1808 годах на основе войск упразднённых 14 инспекций (военно-территориальных округов, появившихся при императоре Павле І) созданы 26 дивизий, которые стали постоянными войсковыми соединениями.
В 1802 году с учреждением Инженерной экспедиции (с 1812 года — Инженерный департамент Военного министерства) инженерные войска русской армии окончательно отделены от артиллерии.
В 1805 году в русской армии получила распространение французская система комплектования частей полевой артиллерии (система Грибоваля), в 1809 году на вооружение принято новое, более совершенное 7-линейное кремнёвое ружьё, заменившее устаревшее ружьё образца 1753 года.
В 1806 году в связи ожидавшимся вторжением армии Наполеона І создано ополчение — Земское войско. Оно не принимало участие в военных действиях и в 1807 году было расформировано. В июле 1812 года воссоздано как временное Внутреннее ополчение (общая численность ополчения — около 400 тыс. ратников, в том числе в действующей армии — свыше 320 тыс.).
13 (25) февраля 1807 года учреждён Знак отличия Военного ордена (с 1913 года — Георгиевский крест), предназначенный для награждения нижних чинов за воинские подвиги.
2 (14) марта 1810 года император Александр I утвердил записку военного министра генерала М. Б. Барклая-де-Толли «О защите западных пределов России», реализация которой стала началом масштабной военной реформы. В русской армии ввели корпусную организацию войск. Было создано 8 пехотных корпусов (по две пехотные дивизии в каждом корпусе), сведённые в 1-ю и 2-ю Западные армии. Для управления армиями и корпусами сформированы полевые штабы. Получили единый штат пехотные дивизии: теперь каждая из них включала 4 пехотных и 2 егерских полка (таким образом, дивизия состояла из трёх бригад по два полка в каждой бригаде; кроме этого, в составе дивизии имелась полевая артиллерийская бригада). Создавались гренадерские и кавалерийские дивизии, а также соединения тяжёлой кавалерии — кирасирские дивизии. Позднее в составе 1-й и 2-й Западных армий образовали четыре резервных кавалерийских корпуса. На основе ряда гарнизонных частей в 1811 году учреждена Внутренняя стража.
В соответствии с задачами по обороне страны на западе России по проекту К. И. Оппермана началось строительство новых крепостей — Бобруйской и Динабургской, а также реконструкция нескольких старых — Киевской, Рижской и Динамюндской. Накануне Отечественной войны 1812 года был сооружён Дрисский укреплённый лагерь.
В 1811 году утверждён новый «Воинский устав о пехотной службе», в котором большое внимание уделили боевой подготовке (фактически являлся доработанным «Воинским уставом о полевой пехотной службе», созданным ещё при Павле I). На основе принятого в начале 1812 года «Учреждения для управления Большой действующей армией» реорганизовано полевое управление войсками. Утверждена новая структура и функции военного ведомства (согласно «Учреждению военного министерства» 1812 года). Также созданы органы военной разведки и контрразведки (Особенная канцелярия военного министра и Высшая воинская полиция).
Функции Генерального штаба в полевых войсках выполняли офицеры Свиты Его Императорского Величества по квартирмейстерской части. Свита ведала размещением и перемещением войск, планированием военных операций, а также топографическими съёмками театра военных действий.
К 1812 году пехота русской армии делилась на тяжёлую, лёгкую (егеря) и гарнизонную. Штаты армейских пехотных полков были увеличены: их перевели на трёхбатальонный состав (два батальона являлись действующими, один — запасным). Все мушкетёрские полки переименованы в пехотные и егерские. Всего в составе русской пехоты перед началом Отечественной войны 1812 года имелось 6 гвардейских, 14 гренадерских, 50 егерских, 96 пехотных полков (кроме того, в ведении морского ведомства находились 4 морских полка и Каспийский морской батальон, также на суше действовал Гвардейский морской экипаж). К гарнизонной пехоте относились Лейб-гвардии Гарнизонный батальон, 12 гарнизонных полков, 20 гарнизонных батальонов, а также 42 батальона и 4 полубатальона внутренней стражи.
Русская регулярная кавалерия делилась на тяжёлую (кирасиры, уланы) и лёгкую (драгуны, гусары). В начале 1812 года в её составе было 6 гвардейских, 8 кирасирских, 36 драгунских, 11 гусарских и 5 уланских полков (в декабре 1812 года часть драгунских полков преобразована в конно-егерские).
Многочисленная иррегулярная кавалерия состояла из казачьих полков, а также конных частей, сформированных в начале войны из народов России (калмыков, башкир, мещеряков, тептярей и крымских татар). Перед самой войной создан Летучий казачий корпус под командованием донского атамана генерала М. И. Платова.
К началу Отечественной войны 1812 года в действующей армии имелось 27 полевых артиллерийских бригад, каждая из которых состояла из 1 батарейной (тяжёлой) и 2 лёгких артиллерийских рот (всего в полевых артиллерийских бригадах было 942 орудия). Кроме этого, в состав полевых войск входило 10 резервных и 4 запасные артиллерийские бригады. Таким образом, полевая артиллерия русской армии в целом насчитывала 1842 орудия.
Помимо полевой имелась ещё и многочисленная гарнизонная (крепостная) артиллерия (чаще всего это были орудия крупного калибра и устаревших образцов).
В состав инженерных войск входили пионеры (военные инженеры, занимавшиеся дорожными, мостовыми и полевыми фортификационными работами), сапёры и минёры (занимались сапёрными и минными работами при осаде и обороне крепостей). Существовали два пионерных полка (роты этих полков распределялись по различным корпусам и крупным крепостям).
Военный министр М. Б. Барклай-де-Толли изменил систему подготовки резервов для полевой армии. Образованы рекрутские депо, на основе которых сформированы 10 пехотных и 4 кавалерийские дивизии, 7 запасных артиллерийских рот. Из запасных пехотных батальонов и кавалерийских эскадронов создаются два резервных корпуса. Подобная масштабная подготовка резервов для русской армии являлась беспрецедентной.
Общая численность русской армии на 1 января 1812 года составляла 720 тыс. человек, в том числе: полевых войск — 622 тыс. чел. (из них казачьих и прочих иррегулярных войск — 110 тыс. чел.), гарнизонных войск и внутренней стражи — 77 тыс. чел. К началу Отечественной войны 1812 года численность армии выросла до 870 тыс. человек, причём непосредственно у западных границ России находились русские войска, имевшие порядка 210—220 тыс. человек и свыше 900 орудий.
Реформирование вооружённых сил оказалось вполне эффективным. В ходе Отечественной войны 1812 года русская армия под командованием генерал-фельдмаршала М. И. Кутузова разгромила армию Наполеона І, считавшуюся лучшей в Европе.
После 1815 года в развитии русской армии наступил некоторый застой, она стала значительно отставать от ведущих армий Западной Европы в перевооружении нарезным оружием, продолжала придерживаться устаревших способов ведения боя.
В 1815 году полным ходом развернулось создание военных поселений, в которых военная служба сочеталась с занятием производительным трудом (земледелие, работа на каменоломнях и др.). Военные поселения создавались с целью подготовки обученного армейского резерва (без увеличения военных расходов) и комплектования войск из военных поселян (ставилась задача сократить рекрутские наборы). Также предполагалось улучшение быта нижних чинов. Однако подобные учреждения оказались экономически невыгодными, кроме того, устройство военных поселений встретило сопротивление местных жителей и самих поселян. В 1857 году военные поселения в целом были упразднены.
В декабре 1815 года создан Главный штаб Его Императорского Величества. В ведение начальника Главного штаба перешло всё центральное военное управление. В компетенции военного министра (он стал подчиняться начальнику Главного штаба) остались лишь хозяйственные вопросы. Позднее подобную систему военного управления признали неудачной. В 1832 году Главный штаб реорганизовали и включили в состав Военного министерства (должность начальника Главного штаба для мирного времени упразднена, а сам штаб утратил административные функции). Всё военное управление вновь оказалось под контролем военного министра.
В 1816 году пионерные и сапёрные полки (последние появились после окончания Отечественной войны 1812 года) переформируются в отдельные пионерные и сапёрные батальоны, которые в 1819 году сводятся в пионерные (позднее сапёрные) бригады. В 1829 году все пионерные батальоны переименованы в сапёрные (затем в 1844 году все пионерные и минёрные роты также стали именоваться сапёрными). Кроме того, в 1819—1862 годах существовали отдельные конно-пионерные эскадроны, а в 1822 году к составу инженерных войск причислены понтонные роты (ранее относились к артиллерии).
В 1819 году артиллерийские бригады были сведены в артиллерийские дивизии (придавались пехотным корпусам; существовали до окончания Крымской войны 1853—1856 годов). К началу 1825 года эти дивизии состояли из 2-3 артиллерийских бригад (в каждой бригаде — три 12-орудийные роты). В 1829 году созданы конно-артиллерийские бригады, придававшиеся кавалерийским дивизиям.
В 1827 году Свите Его Императорского Величества по квартирмейстерской части возвращается прежнее название — Генеральный штаб, который в 1832 году вошёл в состав Военного министерства как Департамент Генерального штаба (с 1828 года Генеральный штаб подчинялся генерал-квартирмейстеру Главного штаба Его Императорского Величества).
С 1826 по 1854 год общая численность вооружённых сил Российской империи выросла почти на 40 %. В начале 1830-х годов войска делились на действующие (линейные), местные (гарнизонные батальоны и различные команды) и вспомогательного назначения (Корпус жандармов, образцовые и учебные войска). С 1833 года пехотные и кавалерийские дивизии состояли уже из двух бригад (по два полка в каждой), при этом армейские пехотные полки перешли на четырёхбатальонный состав, гренадерские и гвардейские пехотные — на трёхбатальонный (кроме этого, пехотные полки, действовавшие на Кавказе, получили усиленный состав — пять батальонов). В этом же году роты полевой артиллерии стали именоваться батареями.
В 1832 году по повелению императора Николая І открыта Императорская военная академия (с 1855 года — Николаевская академия Генерального штаба, с 1909 года — Императорская Николаевская военная академия). Это положило начало формированию корпуса офицеров Генерального штаба, к которому причислялись окончившие академию или выдержавшие при ней экстерном соответствующие экзамены. Кроме того, при Николае І широкое развитие получила система кадетских корпусов (было открыто 14 новых кадетских корпусов).
Также в 1832 году образован Военный совет — постоянная коллегия Военного министерства (председателем Военного совета являлся военный министр). Это учреждение являлось высшим совещательным органом по вопросам военного законодательства. Помимо этого, в его компетенции находились важнейшие хозяйственные вопросы военного ведомства, обсуждение состояния войск и военных заведений, рассмотрение дел о предании суду за служебные преступления высших чинов военного управления, курирование военной эмеритуры (специальных пенсий и пособий для чинов армии).
В 1834 году введены ежегодные рекрутские наборы, которые проводились поочерёдно сначала в одной, а на следующий год в другой части страны (эти части назывались «полосами»: вначале Российская империя была разделена на Северную и Южную полосы, позднее — на Западную и Восточную). Также издано положение об увольнении нижних чинов в бессрочный отпуск (прообраз увольнения в запас), согласно которому создавались запасные войска (уволенные из армии в бессрочный отпуск 5 лет числились в составе запасных войск).
Принимаются положения о казачьих войсках, по которым казачье население окончательно обособилось в отдельное военное сословие Российской империи.
В царствование Николая І сооружён ряд крепостей, среди них: Новогеоргиевская, Ивангородская, Брест-Литовская, Динабургская крепости.
В 1834 году срок действительной службы в армии сокращён с 25 до 20 лет (в гвардии — с 22 до 20 лет), в 1839 году — до 19 лет. В армии ограничили применение шпицрутенов, запретили проводить экзекуции без врача, который имел право останавливать их в любой момент. Однако вместо боевой учёбы в полевых условиях в войсках был сделан упор на муштру, перевооружение нарезным огнестрельным оружием, начатое в 1843 году, проходило медленно.

## Вторая половина XIX века

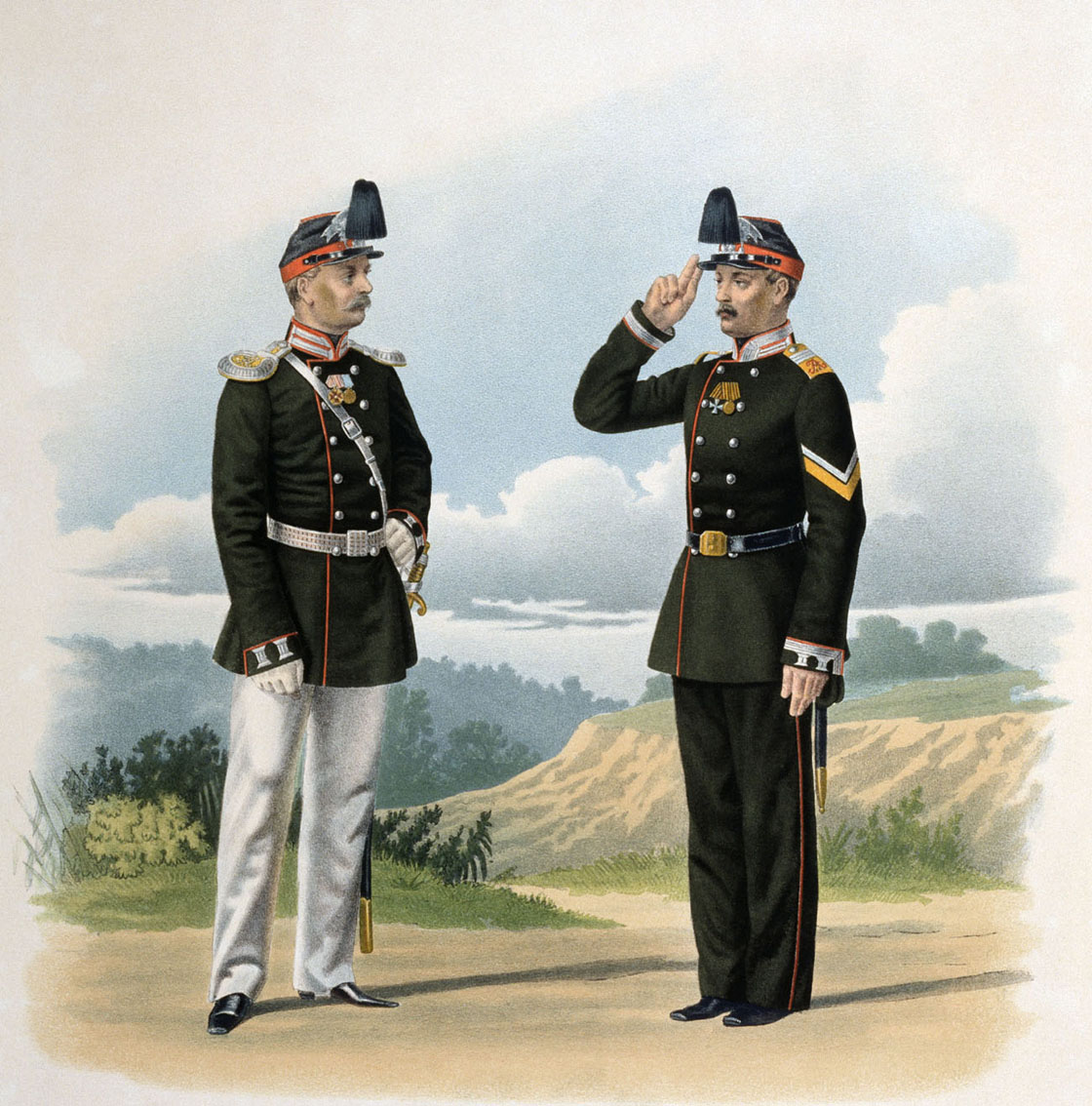
Обер-офицер и унтер-офицер Лейб-гренадерского Эриванского Его Величества полка, 1863 год

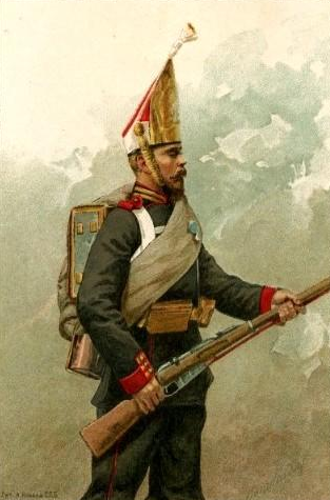
Рядовой Лейб-гвардии Павловского полка в мундире образца 1881—1882 годов

К началу 1853 года в русской армии было 14 корпусов, в том числе Гвардейский пехотный, Гренадерский, 6 пехотных, Гвардейский резервный кавалерийский, 2 резервных кавалерийских, Отдельный Кавказский, Отдельный Оренбургский и Отдельный Сибирский. Общая численность армии (с учётом местных, вспомогательных, резервных и запасных, а также иррегулярных войск) превысила 1,3 млн человек. Вооружение пехоты в основном составляли гладкоствольные кремнёвые и ударные 7-линейные ружья (также имелось незначительное количество нарезных 7-линейных штуцеров). На вооружении полевой артиллерии находились гладкоствольные пушки (6-фунтовые и 12-фунтовые) и «единороги».
С середины XIX века штатным личным оружием являлся капсюльный однозарядный пистолет образца 1848 года. Русским офицерам официально разрешили приобретать личное оружие и за собственный счёт. В конце 1853 года на Тульском оружейном заводе начали изготавливать копию 11,43-мм револьвера системы Кольта образца 1851 года. Эти револьверы в 1854 году поступили на вооружение офицеров Стрелкового полка Императорской фамилии, однако Военное министерство оценило их как «бесполезную, вредную в бою игрушку».
Неудача России в Крымской войне 1853—1856 годов раскрыла многие недостатки её армии, в том числе крайне малое количество современного нарезного стрелкового оружия, неудовлетворительные войсковую организацию и мобилизационную готовность.
Весной 1855 года для разработки предложений по реформированию армии создана Комиссия для улучшений по воинской части. В 1862 году вместо неё учреждён Специальный комитет по устройству и образованию войск. Его задачи: проработка вопросов организации войскового управления и снабжения, совершенствования военного обмундирования и снаряжения, устройства быта военнослужащих, составление воинских уставов и различных инструкций (наставлений) по боевой подготовке и др.
В 1855 году на основе офицерских классов артиллерийского и инженерного училищ созданы Михайловская артиллерийская и Николаевская инженерная академии. Вместе с Николаевской академией Генерального штаба они объединяются в единую Императорскую военную академию (была ликвидирована в 1863 году, а составляющие её академии стали самостоятельными).
В 1856 году все егерские и карабинерные полки преобразованы в пехотные и гренадерские. Вместо лёгкой егерской пехоты в каждом пехотном батальоне к штатным четырём линейным ротам добавляется пятая стрелковая рота, а при дивизиях формируются отдельные стрелковые батальоны (первые стрелковые батальоны появились в 1820—1830-х годах; в 1856 году их число увеличилось до 28). Стрелковые роты и батальоны вооружались нарезным оружием (винтовками). В 1870 году созданы первые стрелковые бригады, состоявшие из четырёх батальонов, с 1888 года началось формирование стрелковых полков.
В 1856 году также отменено деление пехотных и кавалерийских дивизий на бригады (в 1873 году бригады в составе дивизий восстановили). В этом же году срок действительной службы нижних чинов в армии (для «прослуживших беспорочно») был сокращён до 15 лет, в 1859 году — до 12 лет и в 1868 году — до 10 лет; предельный возраст для набора в рекруты снизили с 35 до 30 лет. Кроме этого, из штата армии окончательно исключили кантонистов и «пахотных солдат» (военных поселенцев).
В 1860 году на вооружение русской армии принимаются первые образцы нарезных дульнозарядных артиллерийских орудий. В этом же году все армейские кирасирские полки переформировали в драгунские.
В 1861 году военным министром Российской империи стал генерал Д. А. Милютин. В январе 1862 года он представил императору Александру II доклад, в котором обосновал необходимость коренной реформы вооружённых сил.
В 1862—1867 годах территория России была разделена на 15 военных округов во главе с командующими войсками округов, которые сосредоточили в своих руках военные и административно-хозяйственные функции. Это позволяло оперативнее руководить войсками и быстрее осуществлять их мобилизацию. С созданием округов Военное министерство избавилось от широкого круга обязанностей, которые теперь исполняли командующие войсками округов. В ведении министерства остались вопросы общего руководства и контроля над деятельностью всей армии. Также упразднено деление войск на армии и корпуса, высшей тактической единицей стала дивизия (в артиллерии и инженерных войсках — бригада). Правда, в 1874—1877 годах корпуса в русской армии были восстановлены.
В 1862 году все пехотные полки переходят на трёхбатальонный состав (подобное положение сохранялось до 1879 года, когда в пехотные полки добавили четвёртый батальон).
В 1863 году Департамент Генерального штаба преобразован в Главное управление Генерального штаба (ГУГШ), в 1865 году ГУГШ и Инспекторский департамент Военного министерства вошли в состав восстановленного Главного штаба.
В 1864 году упраздняется Отдельный корпус внутренней стражи — его функции переданы местным войскам.
Проведено реформирование военно-учебных заведений, которое устранило некомплект офицеров и улучшило их подготовку (перед началом реформ до 70 % офицеров не имели никакого военного образования). В 1864 году для вольноопределяющихся, а затем и для унтер-офицеров с целью получения ими военного образования открыты юнкерские училища (срок обучения 1—2 года, позднее — 2—3 года), служившие основным источником пополнения офицерского корпуса. В середине 1860-х годов преобразованы кадетские корпуса (кроме Пажеского и Финляндского). На основе их общеобразовательных классов создаются военные гимназии (с 1882 года они снова стали именоваться кадетскими корпусами), а на базе бывших специальных классов кадетских корпусов появляются военные училища (срок обучения 2—3 года). В 1867 году открыта Военно-юридическая академия (с 1899 года — Александровская военно-юридическая академия).
За счёт сокращения сроков военной службы численность армии уменьшилась с 1 млн 132 тыс. чел. (1864 год) до 742 тыс. чел. (1867 год). Воинские части перевели на сокращённые штаты мирного времени; обученный запас к 1870 году составил 553 тыс. чел.
В ходе военной реформы начато массовое перевооружение русской армии. При этом в 1862—1866 годах гладкоствольные ружья и артиллерийские орудия заменялись нарезными, но по-прежнему заряжаемыми с дула. В 1867 году в артиллерию поступили первые нарезные казнозарядные артиллерийские орудия. На вооружение пехоты, кавалерии и казачьих войск принимаются винтовки Бердана № 1 (1868 г.) и № 2 (1870 г.). В войсках появился проволочный телеграф. В 1871 году на вооружение армии поступает 4,2-линейный револьвер системы Смита-Вессона.
Был принят ряд новых военных уставов: Воинский устав о строевой и пехотной службе (1862 г.), Воинский устав о наказаниях (1869 г.), Дисциплинарный устав (1869 г.). В 1863 году в армии отменены телесные наказания, в 1867 году утверждён новый военно-судебный устав, а также образован Главный военный суд.
1 (13) января 1874 года издан манифест императора Александра II о введении всеобщей воинской повинности и утверждён Устав о воинской повинности, в соответствии с которым все лица мужского пола в возрасте 21—40 лет были обязаны состоять на действительной военной службе (зачисление на службу производилось по жребию). Срок службы в сухопутных войсках составлял 15 лет — 6 лет действительной службы и 9 лет пребывания в запасе. После этого срока военнообязанные зачислялись в Государственное ополчение, также как и освобождённые от призыва. Законом предусматривались различные льготы по семейному положению, образованию и т. д., поэтому свыше 50 % призывников освобождалось от военной службы. Казаки отбывали воинскую повинность на особых условиях — на основании Устава о воинской повинности Донского казачьего войска 1875 года, позднее распространённого и на другие казачьи войска. В то же время от отбывания воинской повинности было освобождено большинство коренных народов Кавказа, Средней Азии и Сибири, а с начала XX века — и население Финляндии.
Осуществлённые реформы армии позволили успешно провести русско-турецкую войну 1877—1878 годов.
В 1870 году в России создали первые военные железнодорожные команды, затем в 1876 году в составе инженерных войск сформирован первый железнодорожный батальон.
В 1875 году казачьи полки включили в состав дивизий регулярной кавалерии (с 1870-х годов казачьи войска перестали считаться иррегулярными войсками, образовав таким образом особую категорию войск).
В 1882 году все армейские гусарские и уланские полки переименованы в драгунские (в 1907 году прежние названия полков были восстановлены); в 1883 году все драгунские полки переведены на 6-эскадронный состав. В 1896—1897 годах были созданы два кавалерийских корпуса (в каждом корпусе — по две кавалерийских дивизии; в 1906 году, после русско-японской войны, оба корпуса расформировали).
В 1888—1890 годах сформированы 3 мортирных артиллерийских полка по 4 батареи в каждом, вооружённых 152-мм полевыми мортирами. В 1892 году для обеспечения артиллерией стрелковых бригад в европейской части России в артиллерийских бригадах создали 10 лёгких батарей (по две на каждую стрелковую бригаду). Позднее были сформированы дополнительные лёгкие батареи, которые вместе с уже существовавшими батареями свели в стрелковые артиллерийские дивизионы.
В 1891 году на вооружение русской армии принята трёхлинейная винтовка Мосина, а в 1899 году английский вариант пулемёта Максима, на колёсном лафете и приспособленный под русский 7,62-мм винтовочный патрон, поступает на вооружение крепостной артиллерии. В 1901 году в опытном порядке начато формирование первых пяти пулемётных пехотных рот уже в составе пехотных соединений и частей, в 1905 году производство пулемёта наладили на Тульском оружейном заводе.
В 1900 году на вооружении артиллерии появилась 76,2-мм полевая скорострельная пушка, разработанная на Путиловском заводе в Санкт-Петербурге. В 1902 году она была усовершенствована и стала основным полевым орудием русских войск (76,2-мм полевая пушка образца 1902 года находилась на вооружении русской, а затем советской артиллерии свыше 40 лет).

## Состав
5. Вооружённые силы государства состоят из постоянных войск и ополчения. Сие последнее созывается лишь в чрезвычайных обстоятельствах военного времени.

6. Постоянные вооружённые силы состоят из войск сухопутных и морских.

7. Постоянные сухопутные войска составляют:

а) армия, пополняемая ежегодными наборами людей со всей Империи;

б) запас армии, служащий для приведения войск в полный состав и состоящий из людей, уволенных до выслуги полного срока службы;

в) казачьи войска, — и

г) войска, образуемые из инородцев.
— Устав о воинской повинности
от 1 января 1874 года, глава І.

### Сухопутные войска

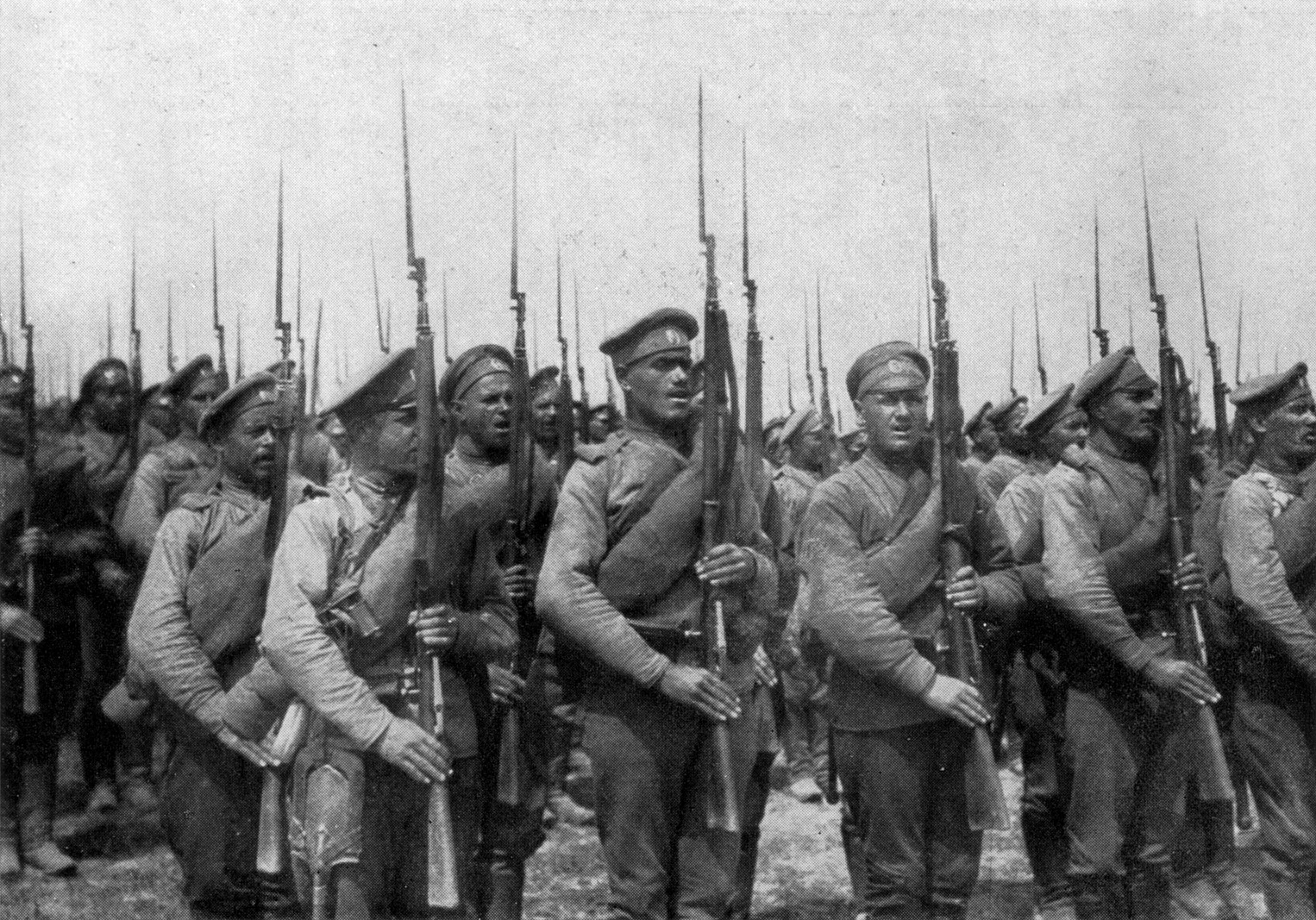
Русская пехота

В конце XIX века русская армия по роду службы делилась на регулярные войска, казачьи войска и милиции (Терская, Кубанская, Карсская, Дагестанская, Батумская постоянные милиции и др.; несли местную военно-полицейскую службу). По роду оружия сухопутные войска состояли из пехоты, кавалерии, артиллерии и инженерных войск.
По назначению все сухопутные войска подразделялись на:
- полевые (или действующие) войска;
- крепостные войска (упразднены в 1910 году);
- резервные войска (упразднены в 1910 году);
- запасные войска;
- части и команды вспомогательного назначения — полевые жандармские эскадроны и крепостные жандармские команды, госпитальные команды, кадровые обозные батальоны, писарские команды, местные команды, конвойная стража, нестроевые интендантские команды, местные артиллерийские команды, дисциплинарные батальоны (роты, команды), мастеровые инженерные команды, учебные роты (эскадроны, батареи) при офицерских школах, Рижский учебный унтер-офицерский батальон и др.[63][143][144]

Часто отдельно выделялись местные войска, состоявшие из местных и конвойных команд.
Численность русской армии в конце XIX века (см.: Комплектование и устройство вооружённой силы // Сост. А. Редигер. — Изд. 3-е, испр. и доп. А. Гулевич. — СПб., 1900):
| | Пехота, тыс. чел. | Кавалерия, тыс. чел. | Артиллерия, тыс. чел. | Инженерные войска, тыс. чел. | Управления и заведения, тыс. чел. | Итого, тыс. чел. |
| --- | ----------------- | -------------------- | --------------------- | ---------------------------- | --------------------------------- | ---------------- |
| Штатная численность войск в европейской части России и на Кавказе                                            |                   |                      |                       |                              |                                   |                  |
| Полевые войска                                                                                               | 510               | 110                  | 82                    | 29                           | —                                 | 731              |
| Резервные войска                                                                                             | 64                | 0,4                  | 9                     | 1                            | —                                 | 74               |
| Крепостные войска                                                                                            | 39                | —                    | 38                    | 4                            | —                                 | 81               |
| Запасные войска                                                                                              | —                 | 5,7                  | 2,8                   | —                            | —                                 | 8                |
| Местные, вспомогательного назначения и др. войска                                                            | 14                | 0,4                  | 6                     | 0,2                          | 34                                | 55               |
| Итого | 627               | 116                  | 138                   | 34                           | 34                                | 949              |
| Штатная численность войск, расположенных в отдалённых военных округах (Сибирь, Дальний Восток, Средняя Азия) |                   |                      |                       |                              |                                   |                  |
| Полевые войска                                                                                               | 57                | 14                   | 9                     | 7                            | —                                 | 87               |
| Резервные войска                                                                                             | 12                | —                    | 0,3                   | —                            | —                                 | 12               |
| Крепостные войска                                                                                            | 4                 | —                    | 5                     | 0,6                          | —                                 | 10               |
| Местные и прочие войска                                                                                      | 10                | —                    | 0,2                   | —                            | 5                                 | 15               |
| Итого | 83                | 14                   | 15                    | 8                            | 5                                 | 124              |

### Военный воздушный флот

Подъём воздушного шара в Учебном воздухоплавательном парке. Санкт-Петербург, 1905 год

В 1885 году сформирована первая в Российской империи кадровая команда военных аэронавтов (командир — А. М. Кованько), позднее её реорганизовали в Учебный воздухоплавательный парк, с 1910 года — Офицерская воздухоплавательная школа.
В 1891 году в Варшаве создано первое крепостное воздухоплавательное отделение. Затем были сформированы крепостные воздухоплавательные отделения в Ивангороде, Ново-Георгиевске, Осовце, Ковно, Брест-Литовске, Яблонне (близ Варшавы).
В апреле 1904 года по решению императора Николая ІІ создаётся Сибирская воздухоплавательная рота, а в январе 1905 года формируется Владивостокская крепостная воздухоплавательная рота.
С конца 1904 года в русско-японской войне участвует 1-й Восточно-Сибирский полевой воздухоплавательный батальон, сформированный на базе Учебного воздухоплавательного парка. Позднее в действующей армии созданы ещё два воздухоплавательных батальона (один из них формируется на основе Сибирской воздухоплавательной роты). В ходе боевых действий русские воздухоплаватели использовали привязные аэростаты.
Военная авиация в России появилась в 1911 году, когда был создан первый авиационный отряд. В том же году самолёты в первый раз применялись на манёврах Петербургского, Варшавского и Киевского военных округов. Во время Первой Балканской войны 1912—1913 годов добровольческий русский авиационный отряд участвовал в боевых действиях на стороне Болгарии.
До Первой мировой войны авиационные и воздухоплавательные части русской армии числились в составе инженерных войск.
К началу войны в войсках имелись полевые и крепостные воздухоплавательные роты, на вооружении которых были привязные и управляемые аэростаты. В свою очередь, в русской военной авиации тогда состояли 39 авиационных отрядов — 30 корпусных (придавались по одному Гвардейскому, Гренадерскому, 25 армейским и 3 Сибирским армейским корпусам), 8 крепостных (придавались некоторым крупным крепостям) и 1 полевой (армейский). Корпусные авиационные отряды (кроме Сибирских авиаотрядов) в плане технического обслуживания и эксплуатации были приписаны к имевшимся тогда шести авиационным ротам (в 1916 году авиационные роты переименовали в авиационные парки).
К июлю 1914 года в составе русской военной авиации находились самолёты типов «Ньюпор-4» и «Фарман-16», а также несколько единиц типа «Моран-Парасоль». На момент объявления мобилизации в авиационных отрядах имелось 224 исправных аэроплана. Бо́льшая часть самолётов авиаотрядов была сильно изношена, а отсутствие необходимого количества запасных частей затрудняло их эксплуатацию. До начала войны самолёты не имели никакого вооружения, так как их планировалось использовать только для разведки.
После объявления мобилизации в августе 1914 года наличный парк военной авиации пополнился за счёт только что построенных самолётов, а также самолётами аэроклубов. Благодаря этому в русской армии находилось 263 самолёта (по другим данным — 244).
Наиболее известные русские военные лётчики Первой мировой войны: Пётр Нестеров, Александр Козаков (самый результативный русский ас), Евграф Крутень, Иван Орлов.

## Начало XX века
| Сравнительная таблица военных расходов на 1897 год, руб. | Сравнительная таблица военных расходов на 1897 год, руб. | Сравнительная таблица военных расходов на 1897 год, руб. |
| Государство                                              | Годовой расход на сухопутные войска                      | На душу населения                                        |
| -------------------------------------------------------- | -------------------------------------------------------- | -------------------------------------------------------- |
| Австро-Венгрия                                           | 169 469 000                                              | 3,81                                                     |
| Англия                                                   | 229 515 000                                              | 5,76                                                     |
| Германия                                                 | 290 955 000                                              | 5,57                                                     |
| Россия                                                   | 284 379 994                                              | около 2,50                                               |
| Франция                                                  | 236 515 000                                              | 5,76                                                     |

В начале XX века русская армия насчитывала 1 млн 136 тыс. человек, в запасе числилось 3,5 млн человек. Однако, как показала русско-японская война 1904—1905 годов, армия не полностью соответствовала требованиям времени: в войсках медленно внедрялось новое вооружение (в частности, пулемёты); было не налажено взаимодействие между родами войск (прежде всего, между пехотой, артиллерией и инженерными войсками); принятое перед началом войны «Наставление для действия в бою отрядов из всех родов оружия» 1904 года предусматривало «стремительное и безостановочное наступление до дистанции действительного ружейного огня» (1 км) в сомкнутых цепях и основывалось, главным образом, на ружейном огне, неэффективном против окопавшегося противника; не уделялось должное внимание огневой подготовке, маскировке и самоокапыванию пехоты; оставался низким уровень образования и специальной подготовки почти половины офицерского корпуса и значительной части генералитета.
В ходе русско-японской войны русские артиллеристы впервые применили стрельбу с закрытых позиций (с использованием угломера и панорамы). Кроме того, в ходе войны был создан первый миномёт конструкции Л. Н. Гобято, но после её окончания опыт применения миномётов остался невостребованным [только в 1915 году началось серийное производство принятого на вооружение русской армии нового образца этого оружия — 58-мм миномёта ФР («франко-русский»), разработанного капитаном Лихониным на базе французского миномёта Дюмезиля].
В период 1905—1912 годов проведена масштабная военная реформа. В 1906—1907 годах уволено и заменено 50—80 % лиц командного состава, от командиров полков до командующих войсками округов. Более важную роль стал играть образовательный ценз: в списке генералов русской армии в 1912 году было свыше 55 % окончивших одну из военных академий.
В 1905 году вновь создаётся Главное управление Генерального штаба (ГУГШ), которое выводится из состава Военного министерства и образует самостоятельный орган под руководством начальника Генерального штаба (подчинялся непосредственно императору). К сфере деятельности ГУГШ отнесли вопросы оперативно-стратегического планирования, организации передвижения войск (военные сообщения), военно-статистические и военно-топографические работы, а также задачи военной разведки. У военного министра остались лишь административно-хозяйственные функции. Однако уже в 1908 году ГУГШ возвратили в состав Военного министерства и начальник Генерального штаба перешёл в прямое подчинение военному министру (позднее в ведение ГУГШ дополнительно перешли вопросы мобилизации армии, формирования воинских частей и их размещения и др.).
Также были учреждены должности генерал-инспекторов пехоты, кавалерии, инженерных войск, военно-учебных заведений.
26 апреля (9 мая) 1906 года император Николай ІІ утвердил изменения в Устав о воинской повинности, в результате чего сократились сроки действительной службы в армии.
Военнообязанными считались мужчины в возрасте от 21 до 43 лет. Первые три (в пехоте и пешей артиллерии) или четыре года (в других родах войск) служба проходила в строевых частях, следующие 7 лет военнообязанный состоял в запасе 1-й очереди, последние 8 лет (в пехоте и пешей артиллерии) или 6 лет (в других родах войск) — в запасе 2-й очереди. Запас 1-й очереди был предназначен для пополнения во время войны полевых войск (действующей армии), запас 2-й очереди — прежде всего для укомплектования тыловых частей и учреждений. В армию могли идти и добровольцы: так называемые охотники и вольноопределяющиеся (последним устанавливались сокращённые сроки военной службы).
Казачьи войска выставляли служилый состав и войсковое ополчение. К 1913 году военная служба казака начиналась по достижении им 20 лет (на службу он обязан был явиться со своим обмундированием, снаряжением, холодным оружием и верховой лошадью). Общий срок нахождения в служилом составе — 18 лет (исключение — Уральское казачье войско), в том числе: в приготовительном разряде — 1 год, в строевом разряде — 12 лет (4 года действительной военной службы в частях 1-й очереди, а затем 8 лет казак находился на так называемой льготе и числился в частях 2-й и 3-й очереди с периодическими военными сборами), в запасном разряде — 5 лет (предназначался для восполнения потерь в военное время и формирования новых частей и команд). При этом в Уральском казачьем войске зачисление в служилый состав происходило по достижении 19 лет и общий срок службы составлял 22 года: 2 года в приготовительном разряде, 15 лет в строевом и 5 лет в запасном. Во время войны казаки несли службу вне зависимости от разрядов. После пребывания в запасном разряде они могли привлекаться в военное время для службы в войсковом ополчении.
В начале XX века в подчинении Военного министерства Российской империи находилось 11 казачьих войск (Донское, Кубанское, Терское, Астраханское, Уральское, Оренбургское, Сибирское, Семиреченское, Забайкальское, Амурское и Уссурийское), а также казачье население Енисейской и Иркутской губерний. В мирное время казаки выставляли 54 конных полка (в том числе 3 гвардейских), 6 пластунских батальонов, 4 отдельных дивизиона, 11 отдельных сотен, 23 артиллерийские батареи и Собственный Его Императорского Величества конвой (4 сотни) — всего 68,5 тыс. человек (после начала Первой мировой войны по мобилизации были развёрнуты казачьи части 2-й и 3-й очередей, и в 1916 году на военной службе находилось уже свыше 285 тыс. казаков).
Кроме регулярной армии, существовало Государственное ополчение (состояло из ратников 1-го и 2-го разрядов). В него зачислялись все мужчины в возрасте от 21 до 43 лет, которые по различным причинам освобождались от службы в регулярной армии (сюда же зачисляли всех лиц в возрасте 38—43 лет, до этого отслуживших в армии, а затем числившихся в запасе). К первому разряду относились все годные к строевой службе. Лица этой категории должны были, в случае войны, служить источником пополнения действующей армии. Ко второму разряду причисляли всех, кто был отстранён от строевой службы по состоянию здоровья, но годных к нестроевой службе (сюда же относились все пользующиеся особой льготой по семейному положению: единственный сын в семье или единственный трудоспособный член семьи). Из них в военное время предполагалось создание тыловых частей. Государственное ополчение призывалось в ходе Крымской войны 1855—1856 годов, русско-японской войны 1904—1905 годов и в Первую мировую войну.
В период Первой мировой войны из ратников ополчения формировались пешие дружины, конные полки и сотни, лёгкие батареи, сапёрные и этапные роты и полуроты, команды связи, различные рабочие дружины (затем эти части объединялись в бригады, дивизии и корпуса). Части Государственного ополчения принимали участие в боевых действиях на фронте, осуществляли охрану железных дорог, вели ремонтно-строительные и даже сельскохозяйственные работы в тыловых районах.
В 1910 году упраздняются резервные и крепостные войска, а также частично изменяется дислокация армии (увеличивается количество войск во внутренних округах страны). Пехотные и стрелковые полки получают новые штаты, теперь каждому из них полагается пулемётная команда (8 пулемётов). Расформировываются полевые сапёрные бригады, а входившие в них сапёрные батальоны по одному включаются в состав каждого армейского корпуса.
В этом же году в европейской части России частично введена территориальная система комплектования армии: примерно 12,5 % призывников стали проходить службу по месту призыва. Это решение позволило сократить расходы государственного бюджета.
В военно-учебных заведениях вводятся новые программы, которые усилили их специализацию. Было создано 8 новых кадетских корпусов, 6 военных училищ, 2 авиационные школы (Гатчинская и Севастопольская), в 1911 году для подготовки офицеров тыловых учреждений открывается Интендантская академия.
В 1912 году приняты новый «Устав полевой службы», а также новый закон о воинской повинности, по которому сократили ряд льгот по отбыванию воинской повинности, связанных с семейным положением, и расширили список льгот по образованию (кроме того, ещё в 1902 году издан единый для всей армии «Устав внутренней службы»). В ходе военной реформы увеличилось денежное содержание офицеров, осуществлены мероприятия по освобождению войск от хозяйственных работ, улучшены условия службы и быта.
Продолжилось переоснащение армии: на вооружение приняты модернизированный вариант винтовки Мосина образца 1910 года, пулемёт системы Максима образца 1910 года (размещался на колёсном станке, разработанном полковником А. А. Соколовым), новые типы артиллерийских орудий — 122-мм и 152-мм гаубицы, 107-мм скорострельные пушки. В войсках (пока только на корпусном уровне) появились радиостанции.
Штатной моделью личного стрелкового оружия в русской армии являлся револьвер системы «Наган» калибра 7,62 мм. Кроме того, в 1907 году офицерам официально было разрешено приобретать за собственный счёт 9-мм пистолеты «Браунинг» и «Парабеллум», а в 1912 году также 6,35-мм пистолеты «Штайр» образца 1909 года и «Маузер» образца 1910 года. Пилотов аэропланов вооружали 7,63-мм пистолетами «Маузер» образца 1896 года. Также некоторые офицеры за собственный счёт покупали оружие иных систем: например, револьверы «Смит-Вессон» и пистолеты «Кольт» образца 1911 года. Наличие в войсках сразу нескольких систем личного оружия разных калибров затрудняло их ремонт и снабжение боеприпасами в военное время.
| Жалованье армейских генералов и офицеров, а также военного духовенства перед Первой мировой войной, рублей в год | Жалованье армейских генералов и офицеров, а также военного духовенства перед Первой мировой войной, рублей в год | Жалованье армейских генералов и офицеров, а также военного духовенства перед Первой мировой войной, рублей в год |
| Чин, духовное звание                                                                                             | Оклад после вычетов                                                                                              | Оклад после вычетов                                                                                              |
| Чин, духовное звание                                                                                             | Основной | Усиленный |
| --- | --- | --- |
| Полный генерал                                                                                                   | 2100 | 2940 |
| Генерал-лейтенант                                                                                                | 1800 | 2472 |
| Генерал-майор | 1500 | 2004 |
| Полковник | 1200 | 1536 |
| Настоятель военного собора и протоиерей благочинный                                                              | 1200 | 1536 |
| Подполковник, войсковой старшина                                                                                 | 1080 | 1344 |
| Нештатный протоиерей и священник в звании благочинного                                                           | 1080 | 1344 |
| Капитан, ротмистр, есаул                                                                                         | 900 | 1080 |
| Священник | 900 | 1080 |
| Штабс-капитан, штабс-ротмистр, подъесаул                                                                         | 780 | 948 |
| Поручик, сотник                                                                                                  | 720 | 876 |
| Штатный дьякон                                                                                                   | 720 | 876 |
| Подпоручик, корнет, хорунжий                                                                                     | 660 | 804 |
| Нештатный дьякон                                                                                                 | 600 | 732 |
| Псаломщик | 360 | 540 |

В 1910 году в Санкт-Петербурге создана Учебная автомобильная рота (с 1915 года — Военная автомобильная школа). Её командиром стал капитан инженерных войск П. И. Секретёв. К июлю 1914 года в русской армии имелось 5 автомобильных рот, 6 отдельных автомобильных команд (для обслуживания легковым автотранспортом штабов и учреждений военного ведомства) и учебная автомобильная рота.
В 1911—1915 годах инженер В. Д. Менделеев инициативно создал проект первого русского танка, правда до его практической реализации дело не дошло. В 1915 году построен опытный образец боевой гусеничной машины «Вездеход» инженера А. А. Пороховщикова, однако в 1916 году все работы по этому проекту были прекращены. Поэтому в ходе Первой мировой войны на вооружении русской армии имелись только бронеавтомобили (первые машины марки «Накашидзе-Шаррон» поступили в армейские учебные части ещё до начала войны).
Развитие авиационной промышленности шло достаточно медленными темпами. К августу 1914 года в Российской империи насчитывалось 4 небольших завода по производству и сборке самолётов (кроме того, имелось авиационное производство Русско-Балтийского вагонного завода). Первые государственные заказы на мелкосерийное производство самолётов русские заводы начали получать с 1912 года, а в мае 1914 года Военное министерство разместило на них заказ на изготовление 292 самолётов (большинство выпускавшихся самолётов были иностранных марок, они производились в России по лицензии).
Русские авиаконструкторы создали ряд оригинальных проектов самолётов, которые по своим характеристикам не уступали иностранным образцам, а иногда и превосходили их. Так, появился тяжёлый многомоторный самолёт «Илья Муромец» конструкции И. И. Сикорского, строившийся авиационным отделом Русско-Балтийского вагонного завода в Санкт-Петербурге. Весной 1914 года российское военное ведомство заказало десять воздушных кораблей данного типа со сроком изготовления к марту 1915 года, при этом к началу войны построили только два самолёта.
В 1914 году создано орудие для ведения огня по воздушным целям — 76,2-мм зенитная («противоаэропланная») пушка, но в действующую армию первые зенитные орудия доставлены только весной 1915 года. Всего в 1914—1917 годах изготовлено 76 зенитных орудий.
В 1914 году начало работать первое в Российской империи крупное оптико-механическое предприятие, способное выпускать прицелы, стереотрубы и перископы для артиллерии. Созданная в 1905 году на Обуховском заводе оптическая мастерская в относительно небольшом количестве выпускала прицелы, стереотрубы, панорамы и призматические бинокли.
В 1913 году разработана «Большая программа по усилению армии», которая предусматривала увеличение штатной численности армии мирного времени на 480 тыс. человек (на 39 %). Кроме этого, предполагался существенный рост количества артиллерии, особенно тяжёлой, а также планировалось создание новых инженерных, авиационных, воздухоплавательных и автомобильных частей (выполнение программы должно было завершиться в 1917 году). Программа окончательно принята летом 1914 года и не была реализована в связи с началом Первой мировой войны.
В целом, в 1914 году Россия была не готова к войне, и это осознавалось на высшем правительственном уровне.

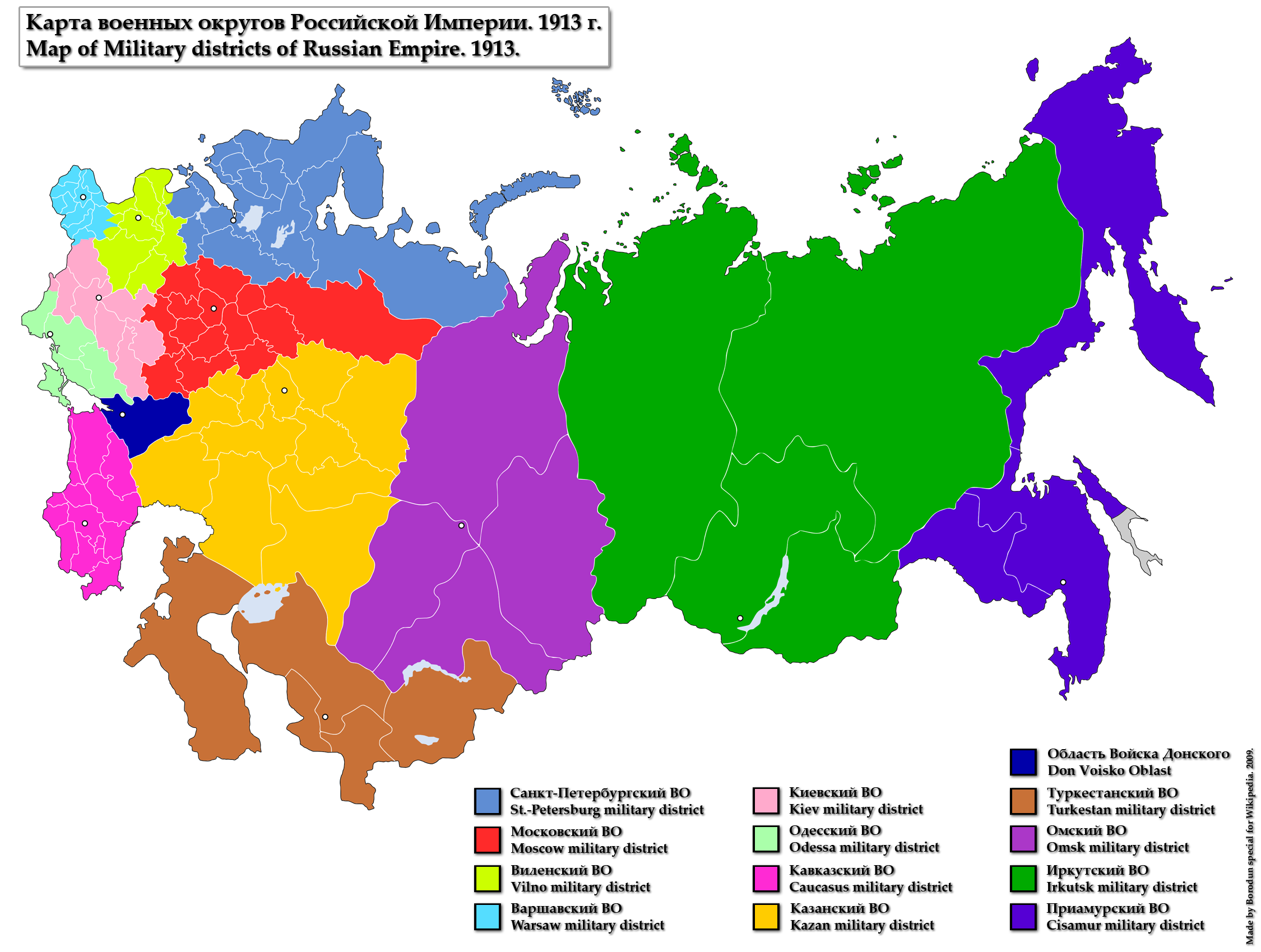
Карта военных округов Российской империи, 1913 год

К началу Первой мировой войны территория Российской империи делилась на 12 военных округов (также существовала Область Войска Донского, которая управлялась на особых основаниях). Во главе каждого военного округа стоял командующий войсками округа (однако во главе Петербургского военного округа был главнокомандующий войск гвардии и Петербургского военного округа).
Высшим тактическим соединением русской армии являлся армейский корпус, который обычно включал в себя две пехотные дивизии. Причисленные в мирное время к целому ряду корпусов кавалерийские дивизии и бригады в начале войны были выведены из их состава и переданы в прямое подчинение штабам армий (позднее началось создание кавалерийских корпусов). Кроме того, в составе армейского корпуса находились мортирный артиллерийский дивизион, сапёрный батальон и корпусной авиационный отряд (в военное время каждому корпусу дополнительно придавался казачий полк).
Пехотная дивизия русской армии включала в себя две бригады (по два пехотных полка в каждой) и полевую артиллерийскую бригаду.
Пехотный полк состоял из четырёх батальонов (по четыре роты в каждом) и нестроевой роты. В каждом пехотном полку имелись: пулемётная команда, команда разведчиков (до 1908 года — охотничья команда), команда для связи (телефонисты, конные ординарцы и самокатчики), а также музыкантская команда. Общая численность пехотного полка по штатам военного времени — около 4 тысяч человек.
Существовавшие в русской армии гренадерские полки и Сибирские стрелковые полки были организованы подобно обычным пехотным полкам, то есть в них имелось по четыре батальона. В свою очередь, 1—4-й гвардейские стрелковые, 1—20-й стрелковые, 1—8-й Кавказские стрелковые, 1—22-й Туркестанские стрелковые, 1—16-й Финляндские стрелковые полки имели в своём составе по два батальона.
Гренадерские и Сибирские стрелковые полки составляли соответственно гренадерские и Сибирские стрелковые дивизии (по 4 полка в каждой дивизии), а обычные стрелковые полки сводились в стрелковые бригады, в каждой из которых было также по 4 полка (за исключением двух Туркестанских стрелковых бригад — в них состояло по три полка).
К частям пехоты относились и шесть Кубанских пластунских батальонов.
К 1914 году в составе русской армии имелась многочисленная кавалерия, боевые качества которой были на самом высоком уровне. Армейские кавалерийские дивизии состояли из четырёх полков: драгунского, уланского, гусарского и казачьего (при этом существовала Кавказская кавалерийская дивизия, в которой находились исключительно драгунские полки). Издавна сложившееся разделение полков армейской кавалерии на драгун, улан и гусар с конца XIX века совершенно утратило своё военное значение и сохранялось исключительно в виде исторической традиции. В свою очередь, казаки представляли особый вид лёгкой конницы, организация и комплектование которой велись на особых условиях. В состав каждой кавалерийской дивизии также входили конно-артиллерийский дивизион и конно-пулемётная команда.
Гвардейские кавалерийские дивизии имели особую организацию: в частности, в составе 1-й гвардейской кавалерийской дивизии находилось 7 полков (в том числе 3 гвардейских казачьих полка).
Помимо гвардейских и армейских кавалерийских дивизий, существовали и собственно казачьи дивизии и бригады, например, 2-я Сводная казачья дивизия (в её составе — 4 казачьих полка).
Кавалерийские полки состояли из шести эскадронов, казачьи полки — из шести сотен (при этом в ряде полков гвардейской кавалерии было по четыре эскадрона). Как и в пехоте, в кавалерийских и казачьих полках имелись полковые команды: команда разведчиков, команда для связи, конно-сапёрная команда. Численность кавалерийского полка по штатам военного времени — около 1 тыс. человек.
Также в русской армии существовала небольшая по численности иррегулярная кавалерия, комплектовавшаяся на добровольческих началах из жителей Дагестанской и Закаспийской областей: Дагестанский конный полк, Туркменский конный дивизион.
Основу огневой мощи русской армии составляла артиллерия. В начале XX века она подразделялась на полевую, крепостную и осадную (в 1909 году осадная артиллерия была упразднена).
Полевая артиллерия по организации 1910 года делилась на лёгкую и конную, горную и конно-горную, мортирную (гаубичную) и тяжёлую полевую артиллерию.
В состав каждой пехотной дивизии входила артиллерийская бригада. В ней имелось два артиллерийских дивизиона (по три 8-орудийных лёгких батареи в каждом). На вооружении лёгких батарей были 76,2-мм скорострельные пушки образца 1902 года. Всего в артиллерийской бригаде по штату насчитывалось 48 орудий. В составе стрелковых бригад соответственно находились стрелковые артиллерийские дивизионы (три батареи по 8 орудий в каждой батарее — всего 24 орудия).
В состав кавалерийских и казачьих дивизий включались двухбатарейные конно-артиллерийские и казачьи артиллерийские дивизионы (по 6 орудий в батарее). В основном они вооружались 76,2-мм пушками образца 1902 года.
Горные батареи, как и лёгкие, имели 8-орудийную организацию. В свою очередь, конно-горные батареи были 6-орудийными. На вооружении горной и конно-горной артиллерии состояли 76,2-мм горные пушки образца 1909 года. Кроме этого, на складах и в арсеналах хранились орудия устаревших систем: 87-мм полевые пушки образца 1877 и 1895 годов, 107-мм батарейные пушки образца 1877 года, 76,2-мм горные пушки образца 1904 года и 76,2-мм полевые пушки образца 1900 года, которые из-за нехватки лёгких орудий могли быть использованы для вооружения ополченских частей.
Мортирная артиллерия существовала в виде дивизионов, входивших по одному в состав каждого армейского корпуса. Мортирный дивизион включал в себя две 6-орудийные батареи (у них на вооружении находились 122-мм полевые гаубицы образца 1909 и 1910 годов).
Тяжёлая полевая артиллерия состояла из семи дивизионов (по три 4-орудийных батареи в каждом — двух гаубичных и одной пушечной). Дивизионы вооружались 152-мм полевыми тяжёлыми гаубицами и 107-мм полевыми тяжёлыми пушками образца 1910 года.
В русской артиллерии имелось три типа снарядов: шрапнель — для стрельбы по живой силе противника на открытой местности, фугасные гранаты — для разрушения слабозащищённых укрытий и бронебойные снаряды, разрушавшие серьёзные укрепления противника. Для обеспечения полевой артиллерии боеприпасами у всех артиллерийских бригад или дивизионов (кроме конной артиллерии) существовали собственные артиллерийские парки. Части конной артиллерии пополняли свой боезапас из парков ближайших артиллерийских бригад или дивизионов.
В августе 1914 года русская артиллерия была полностью укомплектована по существовавшему мобилизационному расписанию — 959 батарей при 7088 орудиях.
Инженерные войска русской армии перед Первой мировой войной включали в себя сапёрные и понтонные батальоны и роты, Владивостокский крепостной минный батальон, крепостные и речные минные роты, полевые и осадные инженерные парки, запасные телеграфные батальоны и отдельные военно-телеграфные роты, искровые (радиотелеграфные) роты, крепостные телеграфы и станции искрового телеграфа. К инженерным войскам также относились отдельные автомобильные роты, воздухоплавательные роты, авиационные роты и отряды. Существовали и совсем экзотические подразделения — военно-голубиные станции, предназначенные для осуществления связи в военное время посредством голубиной почты.
Инженерные части и подразделения делились на полевые и крепостные. Основными полевыми инженерными частями являлись сапёрные батальоны. Каждый армейский корпус включал в себя по одному сапёрному батальону, в составе которого были три сапёрные роты (в Лейб-гвардии Сапёрном батальоне и некоторых армейских сапёрных батальонах — четыре), военно-телеграфная рота (в некоторых батальонах — две роты), прожекторная команда и отделение полевого инженерного парка. Сапёрные роты батальона, как правило, придавались по одной каждой пехотной дивизии корпуса. В свою очередь, в кавалерийских дивизиях существовали штатные конно-сапёрные команды.
Железнодорожные части (железнодорожные бригады и батальоны) в 1904 году выделили из состава инженерных войск и образовали самостоятельный род войск — железнодорожные войска.
Функции военной полиции в армии выполняли полевые жандармские эскадроны (к лету 1914 года насчитывалось 7 полевых жандармских эскадронов — 1 гвардейский и 6 армейских) и крепостные жандармские команды. К исполнению подобных задач по необходимости привлекались и части армейской кавалерии (прежде всего, драгуны). Уже в ходе Первой мировой войны были сформированы военно-полицейские команды при штабах корпусов, дивизий и бригад, а с 1915 года они появились также в составе пехотных полков. Помимо этого, для несения полицейских функций в действующей армии создавались особые казачьи сотни.
На 1913 год в Российской империи подготовку офицеров осуществляли специальные учебные заведения — военные училища. В то же время кадетские корпуса проводили обучение воспитанников по общеобразовательному курсу, затем их выпускники поступали в военные училища. Ранее, параллельно с военными училищами, существовала система юнкерских училищ, в которых обучали кандидатов на офицерский чин, имевших в основном неполное среднее образование. Но к 1910 году все юнкерские училища были преобразованы в военные.
Высшее военное образование давала система военных академий, главное место среди которых занимала Императорская Николаевская военная академия. Выпускники этой академии, составлявшие всего порядка 2 % русского офицерского корпуса, по данным на 1912 год командовали 62 % корпусов, 68 % пехотных дивизий, 77 % кавалерийских дивизий. Кроме того, перед Первой мировой войной 25 % командиров полков также являлись её выпускниками.

## Национальный состав армии
Во времена Петра І основу регулярной армии составляли рекруты из русских крестьян, на народы Поволжья, Урала и Сибири рекрутская повинность не распространялась. Однако со временем круг призываемых расширяется: с 1722 года начинается рекрутский набор черемисов (марийцев), мордвы и татар, в 1738 году стали набирать рекрутов из старообрядцев («раскольников»). К концу XVIII века рекрутские наборы (с рядом льгот и изъятий) были распространены на территорию Западного края, прибалтийских (остзейских) губерний и Новороссии. В то же время некоторые народы (башкиры, калмыки, буряты, мещеряки) и социальные группы (казаки, тептяри) выставляли на особых условиях иррегулярную кавалерию (см. также Башкиро-мещерякское войско, Калмыцкая конница, Бурятские казаки).
С 1795 года рекрутскую повинность распространили на крестьян и мещан Правобережной и Левобережной Украины (рекрутам был установлен льготный 15-летний срок службы). До этого военную службу в русской армии несли только малороссийские казаки, причём в рядах соответствующих казачьих полков (кроме того, со второй половины XVII века на юго-западной границе России на службе находились слободские казачьи полки). В 1765 году слободские казачьи полки были переформированы в регулярные гусарские полки (позднее переименованы в легкоконные полки). В 1775—1783 годах уже малороссийские казачьи полки преобразованы в легкоконные полки (в 1784 году эти полки переименовали в карабинерные). Примерно с 1780-х годов украинцы (молодые дворяне и казаки, избравшие карьеру офицера) стали служить и в русских полках.
После присоединения в 1783 году к Российской империи Крыма из числа крымских татар создаются несколько конных частей (вначале дивизионы, позднее полки), которые в 1814 году окончательно упраздняются. В 1827 году формируется Лейб-гвардии Крымско-Татарский эскадрон, преобразованный в 1863 году в команду крымских татар в составе Собственного Его Императорского Величества конвоя (существовала до 1890 года). Помимо этого, в 1874 году создаётся Крымский эскадрон (позднее дивизион). В 1906 году он был развёрнут в полк (с конца 1907 года именовался как Крымский конный полк).
В 1815 году в Царстве Польском на основе бывших польских военных частей, воевавших на стороне Наполеона Бонапарта и вернувшихся с разрешения императора Александра І на родину, сформирована территориальная польская армия. Создание этой армии поручили цесаревичу Константину Павловичу. После реорганизации польские войска образовали 2-ю Польскую армию, состоявшую из пехотного (2 пехотные дивизии) и кавалерийского (конно-егерская и уланская дивизии) корпусов. Кроме того, два польских гвардейских полка (гренадерский и конно-егерский) и польский сапёрный батальон вошли в состав 1-го резервного корпуса, который в основном состоял из полков русской армии. Общая численность польских войск к 1825 году достигла 36 тыс. человек. Однако во время Польского восстания 1830—1831 годов они почти в полном составе примкнули к мятежникам, поэтому было принято решение об их упразднении. После 1831 года рекруты из числа жителей Царства Польского стали отбывать воинскую повинность уже в русской армии.
После присоединения Финляндии к России разрабатывается проект создания финской национальной армии, отклонённый императором Александром I с резолюцией «национальное вооружение может иметь нежелательные последствия». Однако вплоть до 1867 года существовали немногочисленные территориальные финские войска, которые формировались как по найму, так и в виде поселенных войск (их численность в разные годы составляла от 1,6 до 10 тыс. человек). После 1867 года в строю остался только Лейб-гвардии 3-й стрелковый Финский батальон, относившийся с 1829 года к войскам гвардии и отличившийся в нескольких военных кампаниях.
С введением в России всеобщей воинской повинности разработан проект отдельного устава о воинской повинности для Великого княжества Финляндского. Император Александр ІІ утверждает этот устав, и в 1881 году образованы финские войска, предназначенные для территориальной обороны: 8 финских стрелковых батальонов (в 1889 году был также сформирован Финский драгунский полк). Финны служили только на территории княжества, офицерами могли быть только финляндские граждане, срок действительной службы для нижних чинов составлял 3 года (в 1889 году штатная численность постоянных войск, выставляемых Финляндией в мирное время, определена в 5600 человек). В 1901 году финские войска упразднили, затем была неудачная попытка ввести на территории Финляндии всеобщую воинскую повинность по общероссийскому образцу (это вызвало массовое недовольство населения и фактический саботаж воинского призыва). В 1905 году воинскую повинность в Великом княжестве отменили, и Финляндию обязали выплачивать в российскую казну 10 млн финских марок в год на общегосударственные военные нужды (тогда же расформировали и последнюю финскую воинскую часть — Лейб-гвардии 3-й стрелковый Финский батальон).
После присоединения к России в XIX веке Кавказа и Туркестана создаётся ряд добровольческих формирований из местного населения. Одними из первых сформированы Лейб-гвардии Кавказско-Горский взвод (1828 год; в 1830 году преобразован в полуэскадрон), Грузинский пеший полк «Джар» (1831 год), Закавказский конно-мусульманский и Кавказский конно-горский полки (оба в 1835 году). Большинство создававшихся формирований были временного характера, в строю к 1913 году остались только Дагестанский конный полк, Туркменский конный дивизион, Дагестанская и Кубанская постоянные милиции общей численностью около 3 тыс. человек (помимо этого, к составу Терского казачьего войска причислен Осетинский конный дивизион).
Император Николай I в 1827 году распространил рекрутскую повинность и на евреев, призывавшихся в возрасте от 12 лет и старше, правда, не сразу на военную службу, а первоначально в школы военных кантонистов, где они обучались грамоте, арифметике и трудовым навыкам (ранее воинская повинность для евреев заменялась уплатой денежного налога). И лишь по достижении 18 лет евреи направлялись на армейскую службу, при этом каждый из них давал присягу «служить Российскому Императору и Российскому Государству… с полным повиновением военному Начальству, так же верно, как бы был обязан служить для защиты законов земли Израильской». В 1856 году институт военных кантонистов начали упразднять, и евреев стали набирать в рекруты с общепринятого возраста.
Служба евреев в императорской армии обставляется большим количеством разнообразных ограничений: в 1829 году запрещено назначать евреев в денщики, с 1832 года производство евреев в унтер-офицеры разрешалось «лишь за отличия в сражениях против неприятеля», в 1882 году ограничено количество евреев — военных врачей и фельдшеров (кроме того, призванных евреев пытались склонить к переходу в христианство). Также по сути не допускалось получение лицами иудейского вероисповедания офицерских чинов (были лишь единичные исключения). При этом с 1836 года официально разрешено награждать солдат-евреев Знаком отличия Военного ордена и Знаком отличия ордена Святой Анны (отдельные случаи таких награждений происходили и раньше).
Реформы императора Александра II сопровождаются некоторым ослаблением имевшихся ограничений: в 1858 году разрешается награждать евреев знаком отличия за беспорочную службу, с 1860 года евреи впервые допускаются для службы в нижних чинах в гвардии, в 1861 году разрешено производить евреев в унтер-офицеры на общих основаниях. Помимо этого, все евреи, отслужившие в армии по рекрутским наборам, а также члены их семей, получили право на жительство вне черты оседлости.
Все указанные ограничения являлись не национальными, а религиозными, и не распространялись на крещёных евреев. Но с 1912 года и они стали подвергаться некоторым ограничениям: в кадетские корпуса был запрещён приём на свободные «своекоштные» места (то есть места без казённого содержания) «сыновей и внуков лиц (мужского и женского пола), родившихся в иудейской вере».
К 1913 году в отношении лиц иудейского вероисповедания действовали следующие ограничения: они не допускались для службы в гвардию, в команды интендантского ведомства, в конвойные и местные команды, в крепостную артиллерию и минные роты и др. Кроме этого, им был закрыт доступ к обучению в военных училищах, к прохождению экзамена на получение чина прапорщика запаса. Существовали также нормы численности военных врачей и музыкантов из евреев в штатах воинских частей и военных учреждений. При этом участники русско-японской войны 1904—1905 годов, которые получили награды или «беспорочно несли службу в действующих войсках», имели право свободного выбора места жительства (то есть могли жить вне черты еврейской оседлости).
Одним из евреев, особо отличившихся на службе в русской армии, был Георгиевский кавалер Иосиф Трумпельдор.
После Февральской революции 1917 года все ограничения в отношении евреев отменили.
В начале XX века армия комплектовалась новобранцами, в основном представлявшими христианские народы Российской империи, прежде всего русскими, украинцами и белорусами (эти три народа, вместе составлявшие тогда 2/3 населения страны, давали 3/4 новобранцев). Мусульманское население Северного Кавказа и Закавказья вместо отбывания воинской повинности платило особый денежный налог (подобное положение распространялось также на абхазцев, езидов и некоторые другие народы). Кроме этого, от призыва в армию были освобождены мусульманские народы Туркестанского края, инородцы Астраханской и Ставропольской губерний, Уральской, Тургайской, Акмолинской и Семипалатинской областей, коренные народы Сибири и Дальнего Востока, население Крайнего Севера. При этом существовали немногочисленные национальные конные части, в состав которых на добровольной основе могли поступать для службы по найму представители народов Кавказа и Туркестана, а часть калмыков, бурят, осетин, крещёных татар (нагайбаки) и других причислялась к казачьему сословию. Части, именовавшиеся как «финляндские», по своему национальному составу являлись русскими, и лишь располагались на территории Финляндии. Сами финны были освобождены от воинской повинности.
По данным за 1907 год, из общего числа новобранцев, принятых на службу в русскую армию — русские, украинцы и белорусы составляли 75,3 %, поляки — 6,8 %, евреи — 4,0 %, финно-угорские народы Поволжья и русского Севера (мордва, марийцы и др.) — 2,8 %, татары — 1,9 %, немцы — 1,3 %, грузины — 1,2 %, армяне — 1,0 %, латыши и литовцы — по 1 %.
В начале Первой мировой войны из числа добровольцев Кавказского края формируется Кавказская туземная конная дивизия (с августа 1917 года — Кавказский туземный конный корпус), а Туркменский конный дивизион разворачивается в Туркменский конный полк (с марта 1916 года — Текинский конный полк).
Кроме того, в ходе войны в русской армии появился ряд других национальных формирований — они создавались как из добровольцев, так и из числа мобилизованных. Так, к концу 1916 года в составе армии находились Польская стрелковая бригада (с начала 1917 года — дивизия), 1-я и 2-я Латышские стрелковые бригады и Латышский стрелковый запасный полк, шесть Армянских стрелковых батальонов и некоторые другие. Также были созданы формирования, состоявшие в основном из бывших военнопленных австро-венгерской армии — этнических чехов и словаков — Чешско-Словацкая стрелковая бригада (позднее — дивизия, с сентября 1917 года — Отдельный Чехословацкий корпус), южных славян (преимущественно из сербов) — 1-я Сербская добровольческая дивизия (в дальнейшем развёрнута в Сербский добровольческий корпус).
Перед Первой мировой войной русское правительство рассматривало вопрос о распространении воинской повинности на «инородческое» население Туркестана. Однако в силу признания данного населения потенциально нелояльным, от этой идеи отказались. Свою роль сыграло и абсолютное незнание русского языка большинством местного населения.
В 1916 году начался призыв части мужского населения Туркестана, ранее освобождённого от воинской повинности, на военно-тыловые работы. Это привело к массовым волнениям и вооружённому противостоянию.
В русской армии не велась чёткая статистика национального состава её офицерского корпуса, существовал лишь учёт по вероисповеданию. Так, по статистическим данным на 1869 год около 78 % офицеров русской армии составляли православные (доля православных в населении империи по данным на 1870 год — около 71 %). Кроме того, католики составляли около 13 % офицеров (доля в населении около 9 %), протестанты — свыше 7 % (при доле в населении свыше 5 %). Мусульмане, составляя около 9 % населения империи, занимали лишь порядка 1 % офицерских должностей (при этом большинство мусульманских народов России тогда вообще не отбывали воинскую повинность), а иудеям, составлявшим более 3 % населения, офицерские чины по существу совсем не присваивались.
Власти Российской империи с осторожностью распространяли воинскую повинность на население вновь присоединённых территорий, однако были более склонны включать нерусскую аристократию (особенно ту её часть, которая принимала православие) в состав офицерского корпуса. Вопреки официальной политике русификации, которая особенно настойчиво проводилась при императоре Александре III, представители нерусской знати, прежде всего остзейские немцы, поляки, грузины и финляндцы, играли весьма важную роль в офицерском корпусе армии.

## В годы Первой мировой войны

### 1914 — начало 1917 года

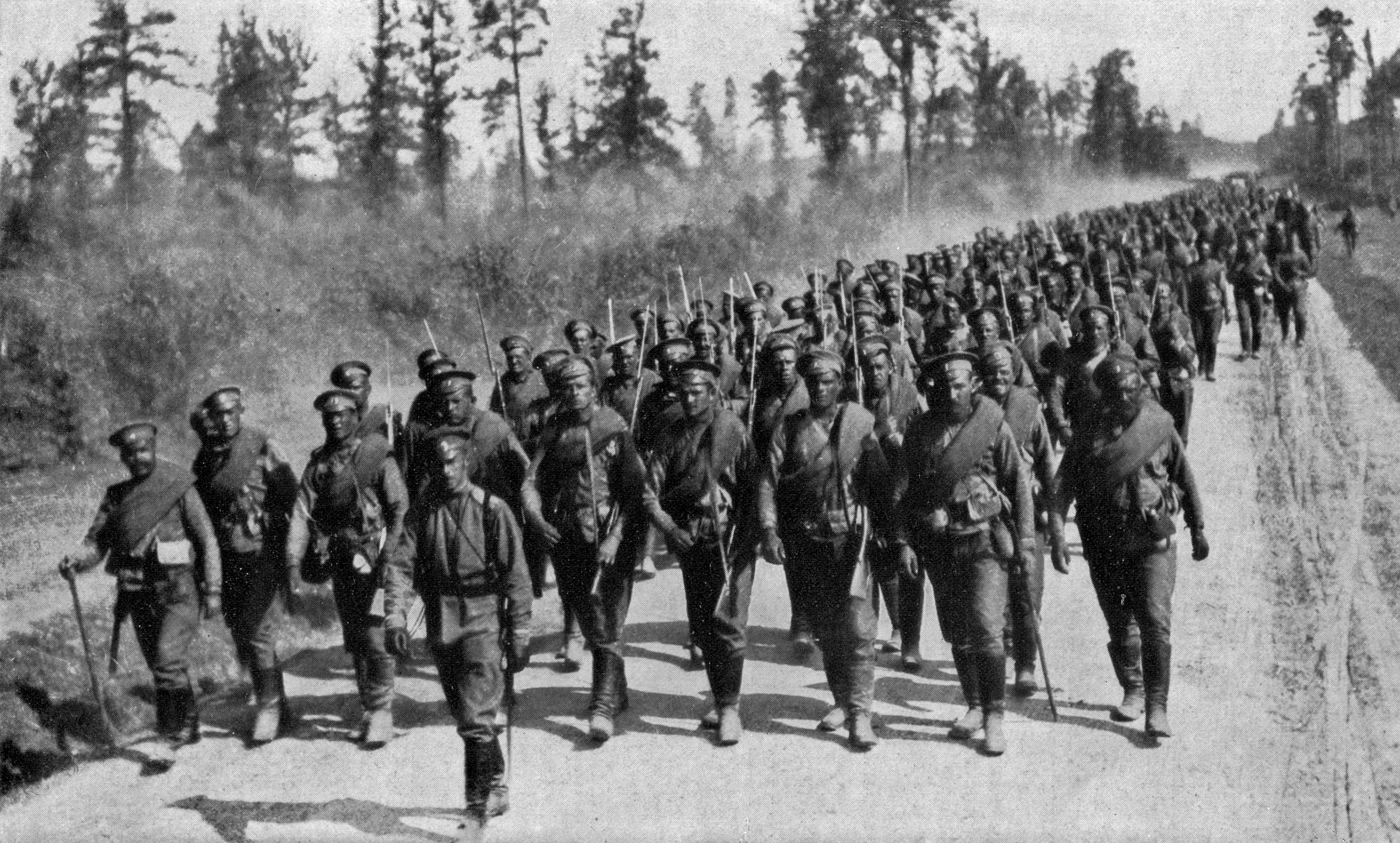
Русская пехота на марше

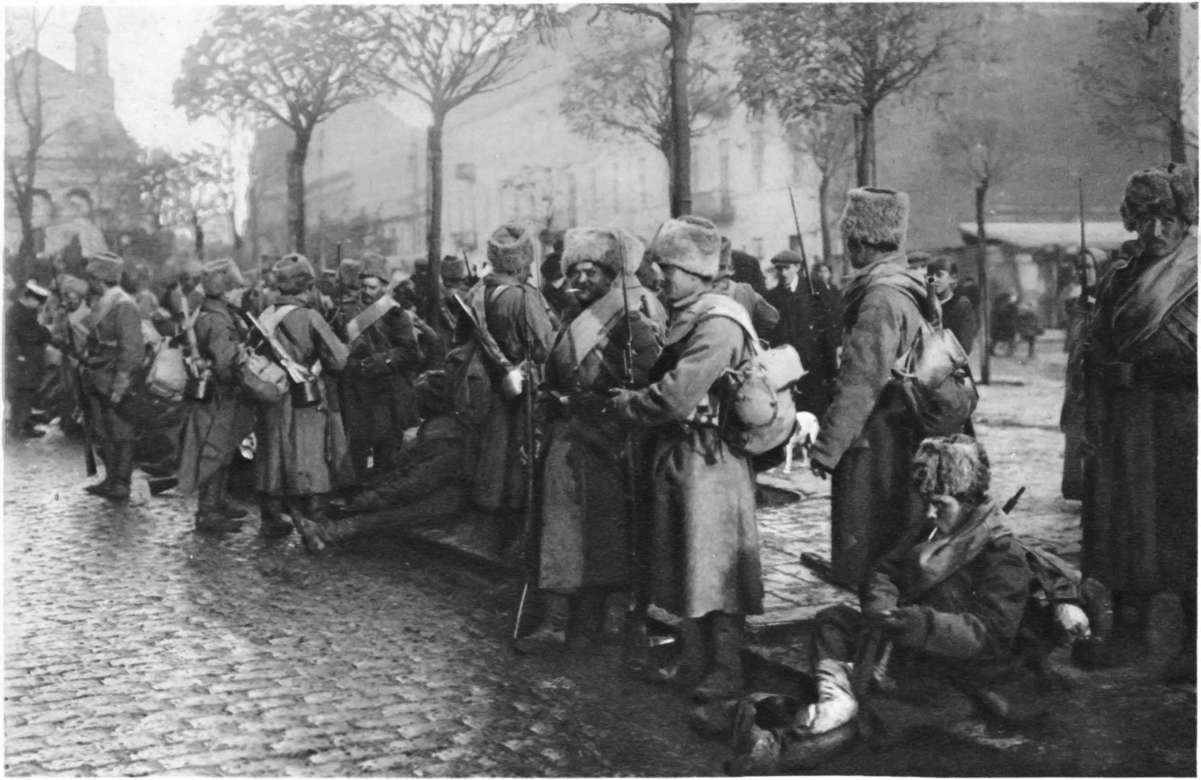
Русские войска в Варшаве

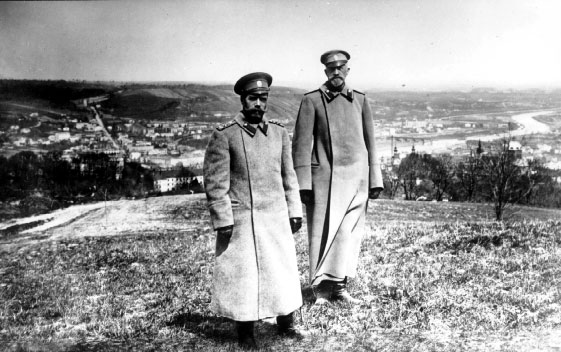
Император Николай II и великий князь Николай Николаевич в Перемышле. 11 апреля 1915 года

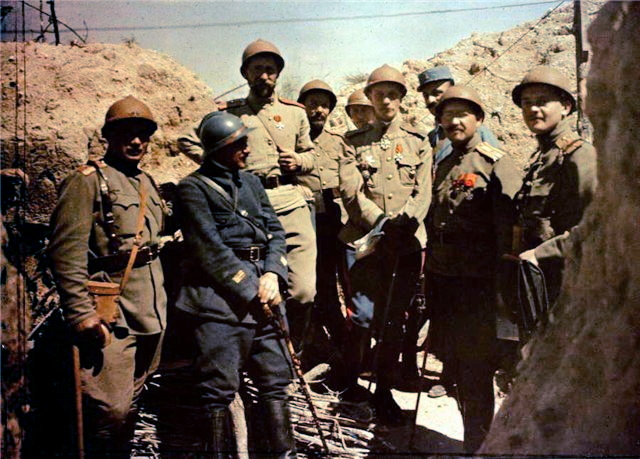
Русский экспедиционный корпус во Франции. Командир 1-й особой пехотной бригады генерал Лохвицкий с несколькими русскими и французскими офицерами обходит позиции.
Лето 1916 года, Шампань

К началу Первой мировой войны русская армия насчитывала 1 млн 423 тыс. человек (в том числе свыше 40 тыс. офицеров), по мобилизации развёрнута до 5 млн 338 тыс. человек (в том числе до 80 тыс. офицеров). На вооружении имелось 6848 лёгких и 240 тяжёлых орудий, 4157 пулемётов, 4 519 700 винтовок, 263 самолёта, 15 дирижаблей и 46 привязных аэростатов. В составе армии мирного времени насчитывалось 711 автомобилей (418 грузовых, 259 легковых, 2 санитарных и 32 вспомогательных), 101 мотоцикл и 2 трактора. Однако количество автомобильной техники было увеличено в ходе мобилизации: по её завершении в армии имелось свыше 4 тысяч автомобилей (всего в ходе мобилизации от частных владельцев поступило 3000 легковых и 430 грузовых автомобилей, а также 1800 мотоциклов; по другим данным, по мобилизации поступило 3562 легковых и 475 грузовых автомобилей). Запасы снарядов составляли в среднем 1000—1200 снарядов на одно артиллерийское орудие.
К июлю 1914 года в русской армии состояли 70 пехотных дивизий (в том числе 3 гвардейские пехотные, 4 гренадерские, 11 Сибирских стрелковых дивизий), 18 стрелковых бригад (в том числе Гвардейская стрелковая бригада), Кубанская пластунская бригада, 24 кавалерийские дивизии (из них 2 гвардейские кавалерийские и 6 казачьих дивизий) и 8 кавалерийских бригад (в том числе Отдельная гвардейская кавалерийская бригада, Уссурийская отдельная конная бригада и 3 казачьих бригады). Также имелись сапёрные, понтонные, железнодорожные, автомобильные, авиационные и воздухоплавательные части. Эти войска (кроме частей железнодорожных войск) были сведены в 37 корпусов (Гвардейский, Гренадерский, 25 армейских, 3 Кавказских армейских, 2 Туркестанских армейских и 5 Сибирских армейских).
С началом войны созданы два фронта — Северо-Западный (в его составе — 1-я и 2-я армии) и Юго-Западный (3-я, 4-я, 5-я и 8-я армии). Для прикрытия побережья Балтийского и Чёрного морей сформированы две отдельные армии — 6-я и 7-я, для боевых действий в Закавказье была создана Кавказская армия (с весны 1917 года — в составе вновь образованного Кавказского фронта). Кроме того, до конца 1914 года также сформировали 9-ю, 10-ю и 11-ю армии. В 1915 году Северо-Западный фронт разделили на Северный и Западный фронты, а в конце 1916 года появился ещё Румынский фронт. Всего к ноябрю 1917 года действовали 14 армий, объединённых в пять фронтов.
В июле 1914 года был образован Штаб Верховного главнокомандующего, структура и функции которого определялись «Положением о полевом управлении войск в военное время». Штаб Верховного главнокомандующего вместе с рядом других учреждений составляли полевое управление Верховного главнокомандующего, которое получило название Ставка Верховного главнокомандующего (она осуществляла высшее руководство всеми вооружёнными силами Российской империи в военное время). С начала войны Ставка находилась в Барановичах, с августа 1915 года — в Могилёве. К 1917 году в состав Ставки, кроме Штаба Верховного главнокомандующего, входили: Главное управление военных сообщений, Управление августейшего полевого генерал-инспектора артиллерии, Управление полевого генерал-инспектора военного воздушного флота, Управление инспектора войск гвардии, Канцелярия при заведующем техническими средствами, Управление верховного начальника санитарной и эвакуационной части, Полевая канцелярия протопресвитера военного и морского духовенства, Штаб походного атамана при Его Императорском Величестве и другие учреждения.
Целый ряд неудач русской армии в ходе Первой мировой войны во многом предопределён следующими факторами: во-первых, состоянием экономики страны — промышленность России не смогла полностью удовлетворить потребности армии; во-вторых, просчётами Генерального штаба, не разработавшего единой военной доктрины и с запозданием начавшего мобилизацию экономики.
К концу ноября 1914 года довоенные запасы Российской империи (в том числе все запасы винтовок и снарядов) были исчерпаны, и войска начали ощущать первые симптомы кризиса нехватки вооружений и боеприпасов.
Во время войны стало ясно, что русская промышленность не может обеспечить в полном объёме потребности армии в стрелковом вооружении (прежде всего, в винтовках). Нехватку винтовок частично восполняли за счёт иностранных поставок и трофейного оружия. Помимо трёхлинейных винтовок Мосина, в армии широко использовались импортные японские винтовки Арисака образца 1905 и 1897 годов, трофейные австро-венгерские винтовки Манлихера образца 1895 и 1889 годов, германские винтовки «Маузер» образца 1898 и 1888 годов, а также винтовки устаревших систем — Бердана № 2 образца 1870 года, Гра 1874 года, Гра-Кропачека 1874/85 годов, Веттерли 1870/87 годов. Кроме того, американским фирмам «Вестингауз» и «Ремингтон» заказали винтовки русского образца, а фирма «Винчестер» изготовляла для России винтовки под русский патрон, но собственной конструкции. Однако несмотря на эти усилия, не обеспечивалось 35 % расчётной потребности армии в винтовках.
Согласно мобилизационному заданию, в действующей армии и тыловых запасах должно было состоять 4990 пулемётов, фактически к началу войны имелось только 4157 пулемётов. Существовавшие в России мощности по производству пулемётов были слишком малы для полноценного удовлетворения резко возросших потребностей военного времени. В ходе войны нехватку пулемётов пытались восполнить за счёт использования трофейного оружия, а также поставок из-за границы (например, из Франции доставлено 6100 лёгких пулемётов «Шоша», из США — 14 850 пулемётов «Кольт-Браунинг» M1895/1914). К 1 января 1917 года в армии насчитывалось 16 300 пулемётов (что составляло лишь 12 % расчётной потребности войск).
К началу 1915 года русские патронные заводы уже не могли в должной мере обеспечивать постоянно растущие потребности действующей армии в винтовочных патронах (на тот момент они составляли 150 млн патронов в месяц). Из-за существенного увеличения количества пулемётов в войсках, к середине 1917 года потребность в винтовочных патронах возросла до 350 млн штук в месяц, между тем максимальная производительность русских патронных заводов, достигнутая к ноябрю 1916 года, находилась на уровне 150 млн патронов в месяц. Для возмещения дефицита заказы на производство винтовочных патронов разместили в Великобритании и США (поставки начались в 1916 году). Кроме того, уже с осени 1914 года войска имели существенные проблемы с обеспечением артиллерийскими боеприпасами (кризис снабжения преодолён к лету 1916 года).
После начала войны на вооружение армии начали поступать новые образцы оружия и снаряжения: бронеавтомобили, миномёты и бомбомёты (к концу войны в частях русской армии находилось 14 тыс. бомбомётов, около 4,5 тыс. лёгких и 267 тяжёлых миномётов), огнемёты, противогазы Зелинского — Кумманта, французские каски Адриана (к концу 1916 года в войсках было 340 тысяч касок Адриана, также имелись и трофейные немецкие каски). В армии стали широко использоваться автомобили и мотоциклы, создавались самокатные (то есть велосипедные) роты и батальоны. Существенную поддержку действиям сухопутных войск оказывала авиация. Вслед за другими странами появились в русской армии и химические команды (позднее роты), применявшие боевые отравляющие вещества.
Впервые в истории русской армии пришлось держать сплошной фронт протяжённостью к 1917 году более 1600 км (не считая ещё 1100 км Кавказского фронта). Война продемонстрировала множество нововведений: «окопную войну», сделавшую почти бесполезными кавалерийские атаки, массированное применение тяжёлой артиллерии и пулемётов, воздушные бои, использование химического оружия и огнемётов.
В конце лета 1914 года начато формирование 1-й автомобильной пулемётной роты (командир — полковник А. Н. Добржанский). Изначально на вооружении роты имелись 8 пулемётных бронеавтомобилей на базе шасси «Руссо-Балт», 1 пушечный бронеавтомобиль на базе шасси «Маннесманн-Мулаг» и 2 пушечных небронированных американских грузовика. В дальнейшем основным типом русских бронеавтомобилей стал заказанный в Великобритании «Остин».
С конца 1914 года создавались штатные пулемётные автомобильные взводы (по 3 бронеавтомобиля в каждом), а летом 1916 года сформированы броневые автомобильные дивизионы, которые подчинялись штабам армий (в каждом из бронедивизионов имелось несколько броневых автомобильных отделений, ранее именовавшихся взводами; всем броневым автомобильным отделениям теперь полагалось по 4 бронеавтомобиля). При этом 1-я автомобильная пулемётная рота переформировывалась в 1-й броневой автомобильный дивизион, а создаваемый 6-й броневой автомобильный дивизион придавался войскам Гвардии.
Во время войны в России также появились бронепоезда. Первый бронепоезд передан русской армии уже в августе 1914 года. Он состоял из бронепаровоза и четырёх бронеплощадок, на вооружении — четыре 76,2-мм горные пушки образца 1904 года и восемь пулемётов. В дальнейшем были разработаны и поступили в войска бронепоезда проектов генерал-майора Колобова (типа «Хунхуз») и инженера Балля. К концу 1915 года действовало уже 15 русских бронепоездов. Бронепоезда русской армии обычно входили в состав железнодорожных войск: это облегчало их строительство, обслуживание и ремонт.
Как правило, бронепоезда действовали самостоятельно, однако в июне 1917 года, перед началом наступления Юго-Западного фронта, сформирован Броневой железнодорожный ударный отряд, в который входили два бронепоезда, два бронеавтомобиля и бронедрезина.
Получил своё дальнейшее развитие русский военный воздушный флот. В конце 1916 года в военной авиации имелись следующие руководящие органы: Управление военного воздушного флота Военного министерства и Управление полевого генерал-инспектора военного воздушного флота при Верховном главнокомандующем (заменило упразднённое Управление заведующего авиацией и воздухоплаванием в действующей армии).
В декабре 1914 года в России создано первое в мире соединение тяжёлой авиации — Эскадра воздушных кораблей (в её составе — самолёты «Илья Муромец»). Начальником эскадры был назначен генерал-майор М. В. Шидловский.
12 (25) марта 1916 года издан приказ начальника Штаба Верховного главнокомандующего № 329, согласно которому началось формирование первых трёх авиационных отрядов истребителей (при этом уже в 1915 году имелись специальные авиаотряды для воздушной обороны Варшавы, Императорской резиденции в Царском Селе, а также Ставки). В 1916—1917 годах сформированы четыре боевые авиационные группы (каждая из них состояла из 3—4 истребительных авиационных отрядов).
Основными подразделениями русского военного воздушного флота были авиационные отряды. Если в начале войны авиаотряды по штату имели 6—8 действующих аэропланов, то к концу 1917 года их число выросло до 8—10. Авиационные отряды делились на: армейские (для дальней воздушной разведки), корпусные (для ближней воздушной разведки; кроме того, в ходе войны в составе этих отрядов появились самолёты-истребители и артиллерийские корректировщики), истребительные, крепостные и артиллерийские (для корректировки артиллерийского огня). Во всех армиях (кроме Кавказской) создали авиационные дивизионы, в которых объединили авиаотряды соответствующей армии (к ноябрю 1917 года в действующей армии имелось 13 авиадивизионов).
В ноябре 1916 года приказом начальника Штаба Верховного главнокомандующего № 1623 введена новая организация воздухоплавательных частей русской армии. При каждой армии сформировали воздухоплавательный дивизион (кроме того, также создан Воздухоплавательный дивизион особого назначения для обслуживания нужд тяжёлой артиллерии). Все полевые воздухоплавательные роты переформированы в корпусные воздухоплавательные отряды, а в составе воздухоплавательных дивизионов создали армейские воздухоплавательные отряды (помимо этого, при каждом фронтовом управлении также сформировали отдельные армейские воздухоплавательные отряды). Для материального обеспечения воздухоплавательных частей образованы воздухоплавательные парки.
В марте 1915 года сформирована Отдельная автомобильная батарея для стрельбы по воздушному флоту (командир — капитан В. В. Тарновский). Батарея была вооружена четырьмя 76,2-мм зенитными орудиями образца 1914 года, установленными на специально оборудованных бронированных автомобилях (уже в июне 1915 года эта зенитная батарея сбила немецкий аэроплан). К концу войны в русской армии насчитывалось около 25 специальных подвижных зенитных батарей, размещённых на автомобильных шасси, на железнодорожных платформах, а также на передвижных деревянных платформах. Помимо подвижных зенитных батарей в ходе войны массово создавались позиционные зенитные батареи (впервые появились в 1914 году), в основном вооружённые 76,2-мм полевыми пушками образца 1900 года, приспособленными для стрельбы по воздушным целям. Всего за 1914—1917 годы сформированы 247 зенитных батарей и одна отдельная команда, которые имели на вооружении 967 артиллерийских орудий, в том числе 76 зенитных пушек образца 1914 года.
Позиционная война с её сплошными линиями фронтов и глубоко эшелонированной обороной привела к необходимости появления особых штурмовых групп. Так, в конце 1915 года в пехотных и стрелковых полках началось массовое создание взводов гренадер, предназначенных для прорыва вражеских проволочных заграждений и поддержки действий сапёров, боёв в окопах и траншеях противника, а также для участия в диверсионных рейдах. Личный состав взводов вооружали ручными гранатами, карабинами, револьверами, кинжалами-бебутами, тесаками или топорами, а иногда укороченными пиками и шашками. Кроме того, бойцы этих взводов получили лопаты для самоокапывания и ножницы для резки колючей проволоки.
Во второй половине 1915 года при кавалерийских и казачьих дивизиях развернулось формирование партизанских отрядов (по сути разведовательно-диверсионных подразделений для действий в тылу противника). Наиболее известный из них — Отряд особой важности Л. Н. Пунина.
В мае 1916 года приказом начальника Штаба Верховного главнокомандующего № 716 изменены штаты пехотных и стрелковых полков в действующей армии. Теперь 4-батальонный пехотный (стрелковый) полк имел по штату 84 офицера, 10 военных чиновников, полкового священника, 16 вольноопределяющихся и 4737 нижних чинов (3-батальонный полк соответственно 67 офицеров, 9 военных чиновников, полкового священника, 12 вольноопределяющихся и 3649 нижних чинов). В указанных полках находилось 8 полковых команд: пулемётная команда, команда конных разведчиков, команда для связи, сапёрная команда, полицейская команда, команда для сбора оружия, команда траншейных орудий (в её составе два отделения: бомбомётное и миномётное), учебная команда (для подготовки унтер-офицеров), а также нестроевая рота (в декабре 1916 года в штат пехотного полка также добавлена команда пеших разведчиков). Кроме этого, гвардейским стрелковым и 1—7-му Финляндским стрелковым полкам полагалась музыкантская команда, а в остальных полках, формируемых в военное время, её наличие не предусматривалось.
Зимой 1916—1917 годов по инициативе генерала В. И. Ромейко-Гурко, временно исполнявшего обязанности начальника Штаба Верховного главнокомандующего, началась реорганизация русской пехоты: число батальонов в пехотных дивизиях сократили с 16 до 12 (пехотные полки переводились с четырёхбатальонного состава на трёхбатальонный). Это позволило сформировать 60 новых пехотных дивизий, приданных армейским корпусам в качестве третьих дивизий.
В кавалерийских дивизиях создаются собственные пехотные части — стрелковые дивизионы, позднее развёрнутые в стрелковые полки (при казачьих дивизиях с декабря 1916 года также формировались пешие стрелковые дивизионы). В конце 1916 — начале 1917 годов число эскадронов в кавалерийских полках было сокращено с шести до четырёх (в январе 1917 года утверждён штат четырёхэскадронного кавалерийского полка).
Специфика позиционных боёв способствовала появлению в пехотных полках команд траншейных орудий (они вооружались миномётами и бомбомётами). С осени 1916 года увеличивается число пулемётных команд: теперь каждому пехотному либо стрелковому полку пехотной (стрелковой) дивизии по штату были положены две пулемётные команды с 12 пулемётами системы Максима в каждой команде, кроме того, некоторым полкам дополнительно придавалась одна пулемётная команда с 8 пулемётами системы Кольта (для массовой подготовки пулемётчиков создаются запасные пулемётные полки). Использовались в русской армии и трофейные пулемёты германского и австрийского производства.
Сапёрные батальоны корпусов развернули в инженерные либо сапёрные полки, а в пехотных и стрелковых дивизиях сформированы собственные инженерные роты. Помимо этого, в каждом пехотном (стрелковом) полку создавались штатные сапёрные команды. Общая численность инженерных войск в армейских корпусах за годы войны увеличилась в более чем два раза.
К концу 1916 года Россия полностью перестроила экономику на военный лад и могла достаточно успешно снабжать фронт всем необходимым. Так, ежемесячный выпуск винтовок в сравнении с 1914 годом удвоился (с 55 тыс. до 110 тыс.), пулемётов — вырос в шесть раз (со 160 до 900 единиц). Рос и импорт вооружений: в 1916 году Россия получила из-за рубежа 9428 пулемётов, 446 осадных орудий, а также большое количество различных снарядов.
Наиболее массовым стрелковым оружием в армии оставалась трёхлинейная винтовка системы Мосина образца 1891 года (она выпускалась в пехотном, драгунском и казачьем вариантах). А основной моделью станкового пулемёта по-прежнему являлся пулемёт системы Максима образца 1905 и 1910 годов (они назывались соответственно «тяжёлым» и «облегчённым»).
Русская артиллерия продолжала воевать, в основном используя те же артиллерийские орудия, с которыми вступила в войну. Это были 76,2-мм полевая и горная пушки образца 1902 и 1909 годов соответственно, 122-мм лёгкая полевая гаубица 1910 года, 152-мм тяжёлая полевая гаубица образца 1910 года. Применялись также импортные и трофейные артиллерийские орудия.
В ходе войны выяснилось, что для непосредственной огневой поддержки наступающей пехоты требуются специальные лёгкие и достаточно мощные артиллерийские орудия. Поэтому в феврале 1916 года Ставка распорядилась начать формирование 18 отдельных штурмовых полевых батарей, вооружённых 76,2-мм противоштурмовыми пушками образца 1910 года. В качестве артиллерии ближнего боя активно применялись 37-мм траншейные пушки образца 1915 года конструкции М. Ф. Розенберга, американские автоматические пушки Маклена того же калибра, 47-мм скорострельные пушки Гочкиса.
В начале 1917 года по инициативе генерал-инспектора артиллерии великого князя Сергея Михайловича создаётся тяжёлая артиллерия особого назначения (ТАОН). Она состояла в распоряжении Верховного главнокомандующего русской армии. В состав корпуса ТАОН (по соображениям секретности он именовался 48-м армейским корпусом) первоначально входило шесть тяжёлых артиллерийских бригад, вооружённых пушками и гаубицами калибра от 120 до 305 мм (всего 338 артиллерийских орудий; значительную часть орудий импортировали из Великобритании и Франции). В мае 1917 года управление 48-го корпуса переформировано в управление начальника тяжёлой артиллерии особого назначения (ТАОН), и начальник ТАОН был подчинён непосредственно полевому генерал-инспектору артиллерии при Штабе Верховного главнокомандующего.
Так как с началом войны Германия блокировала Балтийское море, а Турция — черноморские проливы, то основными портами для поставок вооружений и боеприпасов из-за рубежа стали Архангельск, замерзающий с ноября по март, и незамерзающий Мурманский порт, на 1914 год ещё не имевший железнодорожного сообщения с центральными губерниями России (железную дорогу к Мурманскому порту построили только к январю 1917 года). Третий крупный порт, Владивосток, был слишком отдалён.
В ходе войны в армию призвано большое количество нижних чинов запаса (резервистов), которых на время обучения держали в тылу. Кроме того, уже летом 1914 года начали призывать ратников ополчения 1-го разряда, а в сентябре 1915 года — и ратников 2-го разряда, что вызвало массовое возмущение в стране. В одном только Петрограде и пригородах размещалось до 340 тысяч солдат запасных частей и подразделений. Они располагались в переполненных казармах по соседству с гражданским населением, недовольным тяготами военного времени.
Претерпел сильные изменения офицерский корпус русской армии. Его довоенный кадровый состав в большинстве своём был выбит в тяжёлых боях первых двух лет войны. Увеличившаяся армия требовала большого числа новых командиров, поэтому в военных училищах перешли на ускоренные сроки обучения (3—4 месяца), также была открыта 41 школа прапорщиков, на фронте начали производить в офицеры наиболее отличившихся солдат.

### После Февральской революции

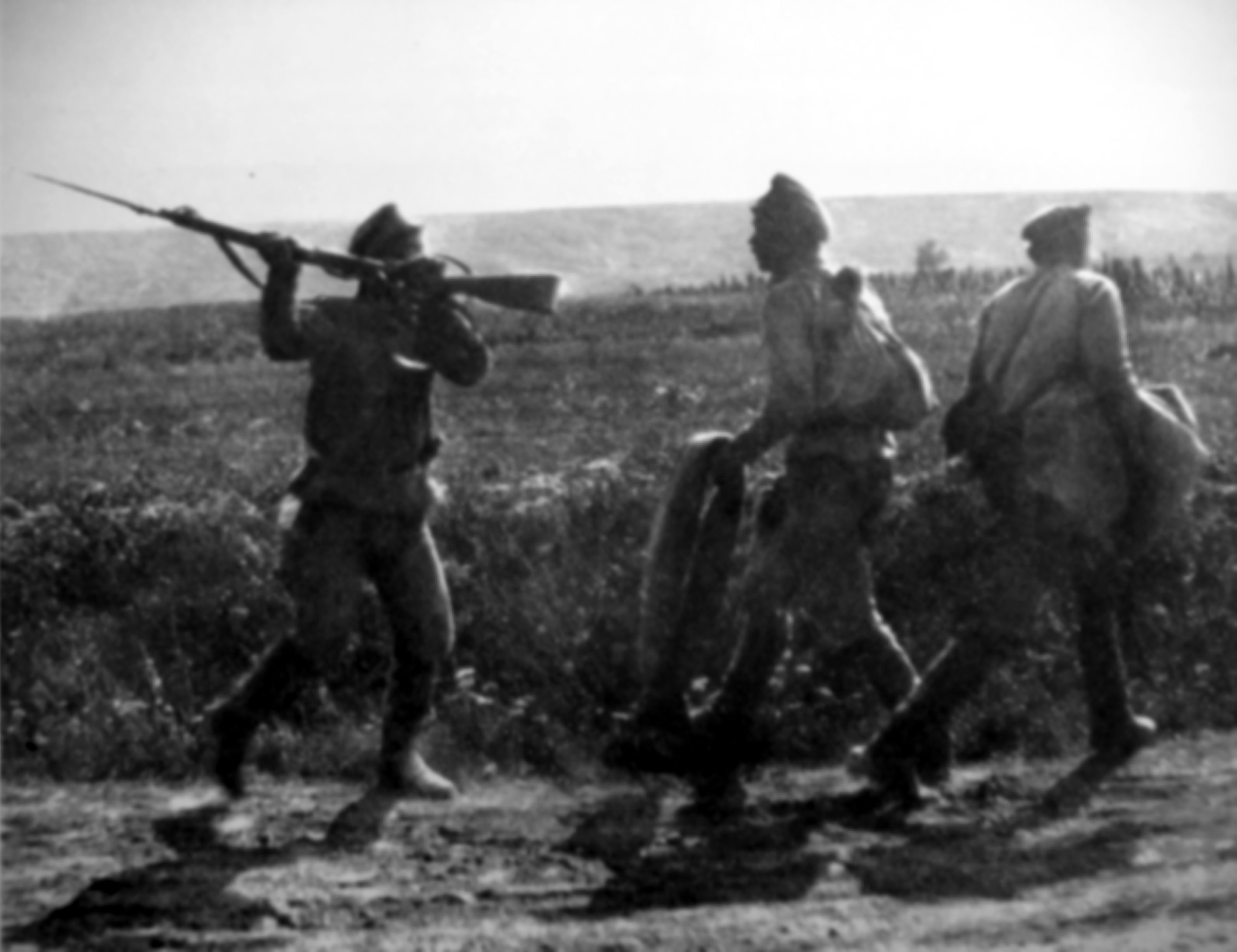
Русский солдат пытается остановить дезертиров

После Февральской революции 1917 года система управления и снабжения армии нарушилась, боевой дух военнослужащих резко снизился, нарастала усталость от войны, русская армия стала малоуправляемой.
1 (14) марта 1917 года Петроградский совет издал приказ № 1, отменявший принцип единоначалия в армии и учреждавший солдатские комитеты в воинских частях. Это ускорило моральное разложение армии и способствовало росту дезертирства. Параллельно с солдатскими начали создаваться и офицерские организации. В вооружённых силах развернулись процессы так называемой «демократизации», официально имевшие целью уравнять солдат в правах с гражданским населением. В армии отменили императорские вензеля на погонах и знамёнах, шефство царственных особ над воинскими частями, титулование офицеров и генералов.
Пришедшее к власти Временное правительство сместило с постов или уволило в отставку до 60 % высшего командного состава русской армии. В действующей армии отмечалось массовое неповиновение приказам, фиксировались случаи избиения и даже убийства офицеров.

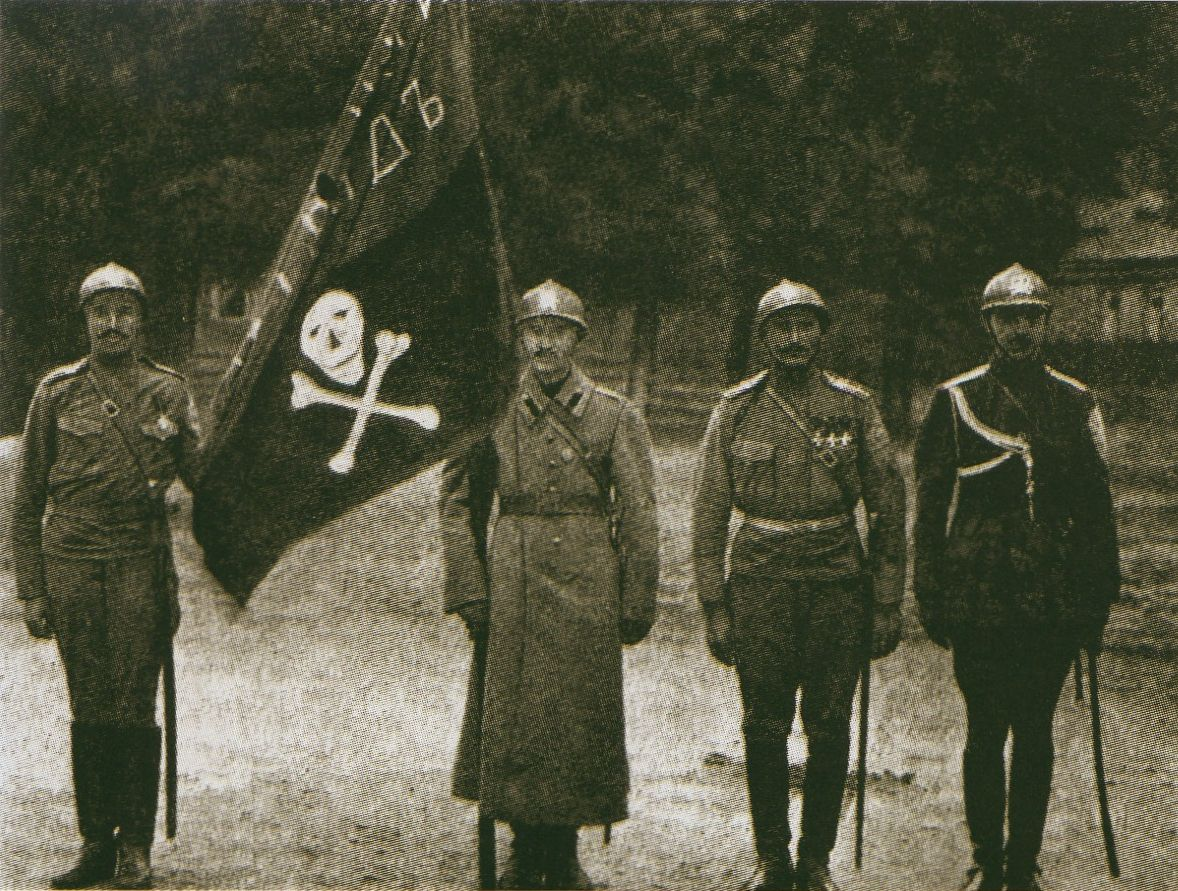
Знамёнщик, ассистенты и адъютант 1-го ударного отряда 8-й армии (позднее преобразован в Корниловский ударный полк), 1917 год

Для противодействия развалу армии весной — летом 1917 года стали создаваться добровольческие ударные части. Одним из первых был сформирован 1-й ударный отряд 8-й армии Юго-Западного фронта (в июле — августе 1917 года его развернули в Корниловский ударный полк).
На волне возникновения в армии ударных частей, в мае — июне 1917 года в инициативном порядке началось создание добровольческих женских военных отрядов. Самый известный из них — Женский батальон смерти (другое название — Первая женская военная команда смерти Марии Бочкарёвой) под командованием М. Л. Бочкарёвой. 23 июня (6 июля) 1917 года этот «батальон смерти» отправился на Западный фронт. 29 июня (12 июля) 1917 года Военный совет дал согласие на формирование войсковых частей из женщин-добровольцев уже на штатной основе (был создан ряд женских батальонов и команд, в том числе 1-й Петроградский женский батальон, одна рота которого приняла участие в октябрьских событиях 1917 года).
К середине 1917 года в русской армии имелось 13 броневых дивизионов (около 300 бронеавтомобилей различных марок) и 7 бронепоездов, а также около 10 тыс. различных автомобилей, около 6 тыс. мотоциклов, 280 тракторов.
В это время армия состояла из 80 управлений корпусов (2 гвардейских, Гренадерского, 49 армейских, 7 Кавказских, 7 Сибирских, 2 Туркестанских, Гвардейского кавалерийского, Кавказского туземного конного, Сводного казачьего, Кавказского кавалерийского и 7 армейских кавалерийских, а также управления начальника ТАОН). С разрешения Временного правительства происходило массовое создание национальных воинских формирований (корпусов, дивизий, полков и т. д.), например:
- в июле 1917 года на основе Польской стрелковой дивизии начато формирование 1-го Польского корпуса, командование которым впоследствии принял генерал И. Р. Довбор-Мусницкий;
- в августе 1917 года началось преобразование 34-го армейского корпуса (командир — генерал П. И. Скоропадский), в результате которого был создан 1-й Украинский корпус.

В русском военно-воздушном флоте в октябре 1917 года (без учёта морской авиации) состоял 91 авиационный отряд — 17 истребительных, 12 армейских, 56 корпусных, 3 артиллерийских (корректировочных), 2 крепостных, 1 учебный. Кроме этого, в Эскадре воздушных кораблей имелось 4 отряда самолётов «Илья Муромец». Непосредственно в действующей армии находились 502 самолёта и 443 лётчика.
Война стала тяжёлым испытанием для России, её экономики и населения. Всего за время Первой мировой войны в армию было мобилизовано около 15,8 млн человек (8,7 % населения страны). К концу войны численность русской армии составляла около 7 млн человек, при этом армия понесла тяжёлые потери.

## Последующие события
После Октябрьской революции события развивались стремительно: уже 14 (27) ноября 1917 года был издан приказ по военному ведомству, подписанный народным комиссаром по военным делам Н. И. Подвойским, согласно которому прекращалось производство в офицеры и закрывались все военные училища и школы прапорщиков. Затем в декабре того же года Совет народных комиссаров принимает декреты «О выборном начале и об организации власти в армии» и «Об уравнении всех военнослужащих в правах».
- Декрет «О выборном начале и об организации власти в армии» окончательно объявил единственной властью в армии не командиров, а соответствующие солдатские комитеты, советы и съезды, введя также принцип выборности командиров[316].
- Декретом «Об уравнении всех военнослужащих в правах» в армии упразднялись все генеральские и офицерские чины, солдатские звания (начиная с ефрейтора), все ордена и знаки отличия, а также «наружные отличия» (то есть погоны, кокарды, аксельбанты и т. п.)[317][318].

Эти два декрета фактически привели к окончательному разрушению русской армии.
15 (28) января 1918 года принят декрет о создании Рабоче-крестьянской Красной армии. Части бывшей русской регулярной армии были расформированы, но опыт их строительства использован при создании новой армии.

## Чины, звания и знаки различия
| Класс | Класс | Пехота, инженерные войска                                                                                         | Артиллерия | Кавалерия | Казачьи войска                                                                                                 | Знаки различия                                                                                                 | Знаки различия                                                                                                 |
| Класс | Класс | Пехота, инженерные войска                                                                                         | Артиллерия | Кавалерия | Казачьи войска                                                                                                 | погоны | походные погоны                                                                                                |
| до 1884 года | c 1884 года | Пехота, инженерные войска                                                                                         | Артиллерия | Кавалерия | Казачьи войска                                                                                                 | погоны | походные погоны                                                                                                |
| Рядовые Обращение к старшему по званию: «Господин (звание нижнего чина)» (к ефрейтору, бомбардиру, приказному)  | Рядовые Обращение к старшему по званию: «Господин (звание нижнего чина)» (к ефрейтору, бомбардиру, приказному) | Рядовые Обращение к старшему по званию: «Господин (звание нижнего чина)» (к ефрейтору, бомбардиру, приказному)    | Рядовые Обращение к старшему по званию: «Господин (звание нижнего чина)» (к ефрейтору, бомбардиру, приказному)    | Рядовые Обращение к старшему по званию: «Господин (звание нижнего чина)» (к ефрейтору, бомбардиру, приказному)    | Рядовые Обращение к старшему по званию: «Господин (звание нижнего чина)» (к ефрейтору, бомбардиру, приказному) | Рядовые Обращение к старшему по званию: «Господин (звание нижнего чина)» (к ефрейтору, бомбардиру, приказному) | Рядовые Обращение к старшему по званию: «Господин (звание нижнего чина)» (к ефрейтору, бомбардиру, приказному) |
| --- | --- | --- | --- | --- | --- | --- | --- |
| - | - | рядовой, гренадер, стрелок                                                                                        | канонир | рядовой, гусар, драгун, улан, кирасир                                                                             | казак | | |
| - | - | ефрейтор | бомбардир | ефрейтор | приказный | | |
| Унтер-офицеры Обращение к старшему по званию: «Господин (звание унтер-офицера)»                                 | | | | | | | |
| - | - | младший унтер-офицер                                                                                              | младший фейерверкер                                                                                               | младший унтер-офицер                                                                                              | младший урядник                                                                                                | | |
| - | - | старший унтер-офицер                                                                                              | старший фейерверкер                                                                                               | старший унтер-офицер                                                                                              | старший урядник                                                                                                | | |
| - | - | фельдфебель | фельдфебель (в конной артиллерии вахмистр)                                                                        | вахмистр | вахмистр | | |
| - | - | подпрапорщик | подпрапорщик | подпрапорщик | подхорунжий | | |
| - | - | зауряд-прапорщик (введено с 1891 года в пехоте, с 1905 года — в артиллерии), подпрапорщик на офицерской должности | зауряд-прапорщик (введено с 1891 года в пехоте, с 1905 года — в артиллерии), подпрапорщик на офицерской должности | зауряд-прапорщик (введено с 1891 года в пехоте, с 1905 года — в артиллерии), подпрапорщик на офицерской должности | зауряд-прапорщик (введено с 1894 года)                                                                         | | |
| Обер-офицеры Обращение: «Ваше благородие» (к капитану, ротмистру, есаулу с 1884 года — «Ваше высокоблагородие») | | | | | | | |
| XIV | XIII | прапорщик (с 1884 года только в военное время, с 1886 года этот чин также установлен для офицеров запаса)         | прапорщик (с 1884 года только в военное время, с 1886 года этот чин также установлен для офицеров запаса)         | прапорщик (с 1884 года только в военное время, с 1886 года этот чин также установлен для офицеров запаса)         | прапорщик (с 1884 года только в военное время, с 1886 года этот чин также установлен для офицеров запаса)      | | |
| XIII | XII | подпоручик | подпоручик | корнет | хорунжий | | |
| XII | X | поручик | поручик | поручик | сотник | | |
| X | IX | штабс-капитан | штабс-капитан | штабс-ротмистр | подъесаул (введён с 1884 года)                                                                                 | | |
| IX | VIII | капитан | капитан | ротмистр | есаул | | |
| Штаб-офицеры Обращение: «Ваше высокоблагородие»                                                                 | | | | | | | |
| VIII | - | майор (упразднён в 1884 году)                                                                                     | майор (упразднён в 1884 году)                                                                                     | майор (упразднён в 1884 году)                                                                                     | войсковой старшина (до 1884 года)                                                                              | | - |
| VII | VII | подполковник | подполковник | подполковник | подполковник (до 1884 года); войсковой старшина (с 1884 года)                                                  | | |
| VI | VI | полковник | полковник | полковник | полковник | | |
| Генералы Обращение: «Ваше превосходительство»                                                                   | | | | | | | |
| IV | IV | генерал-майор | генерал-майор | генерал-майор | генерал-майор                                                                                                  | | |
| III | III | генерал-лейтенант                                                                                                 | генерал-лейтенант                                                                                                 | генерал-лейтенант                                                                                                 | генерал-лейтенант                                                                                              | | |
| Генералы Обращение: «Ваше высокопревосходительство»                                                             | | | | | | | |
| II | II | генерал от инфантерии, инженер-генерал                                                                            | генерал от артиллерии                                                                                             | генерал от кавалерии                                                                                              | генерал от кавалерии                                                                                           | | |
| I | I | генерал-фельдмаршал                                                                                               | генерал-фельдмаршал                                                                                               | генерал-фельдмаршал                                                                                               | генерал-фельдмаршал                                                                                            | | - |
| Чины выше классов                                                                                               | | | | | | | |
| - | - | генералиссимус | генералиссимус | генералиссимус | генералиссимус                                                                                                 | - | - |

## Фотогалерея

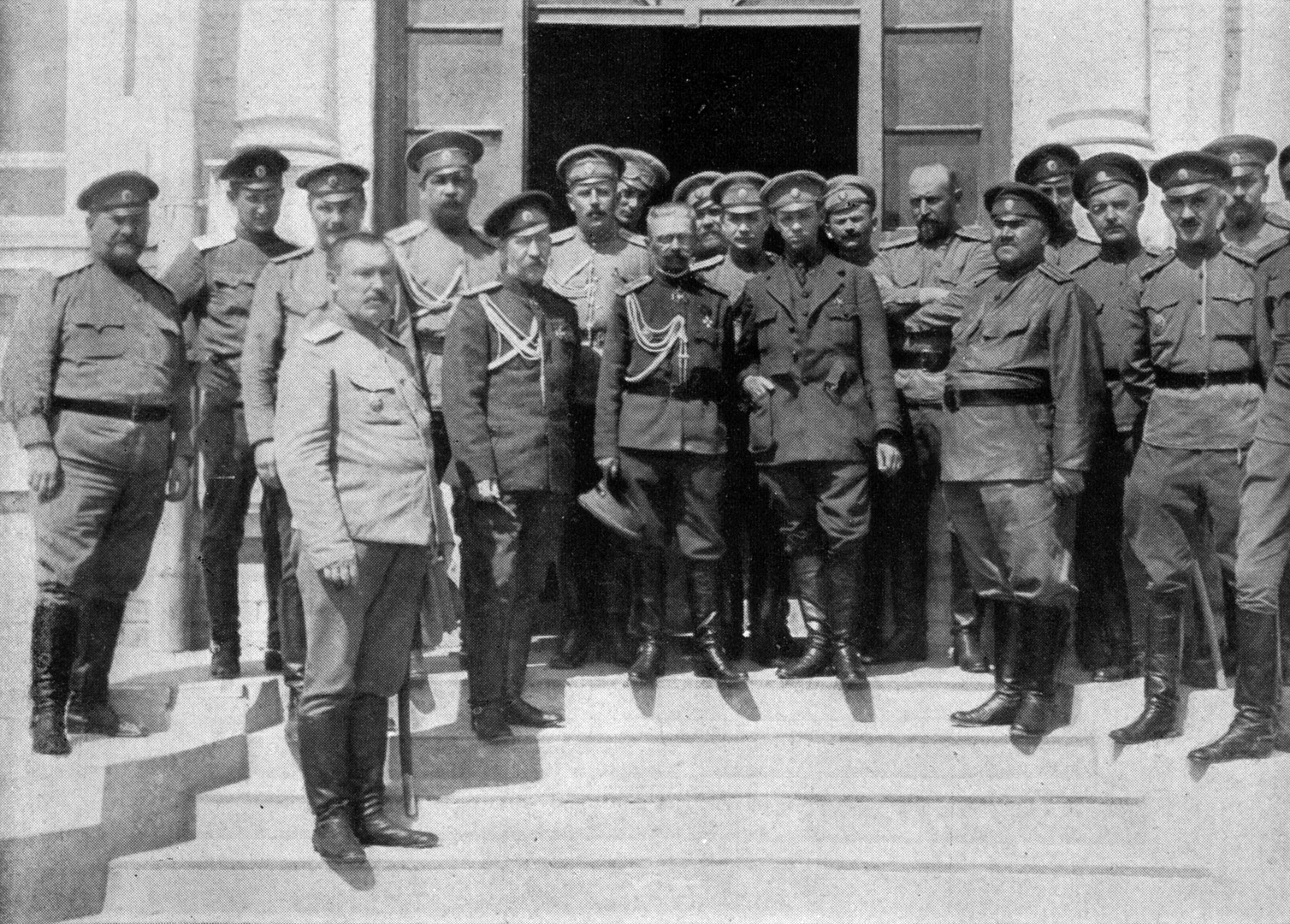
Русские офицеры
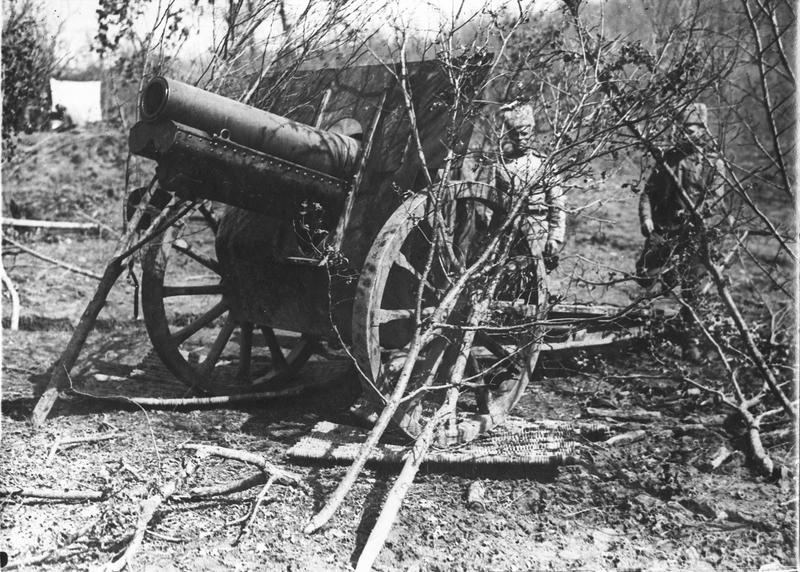
Русские артиллеристы
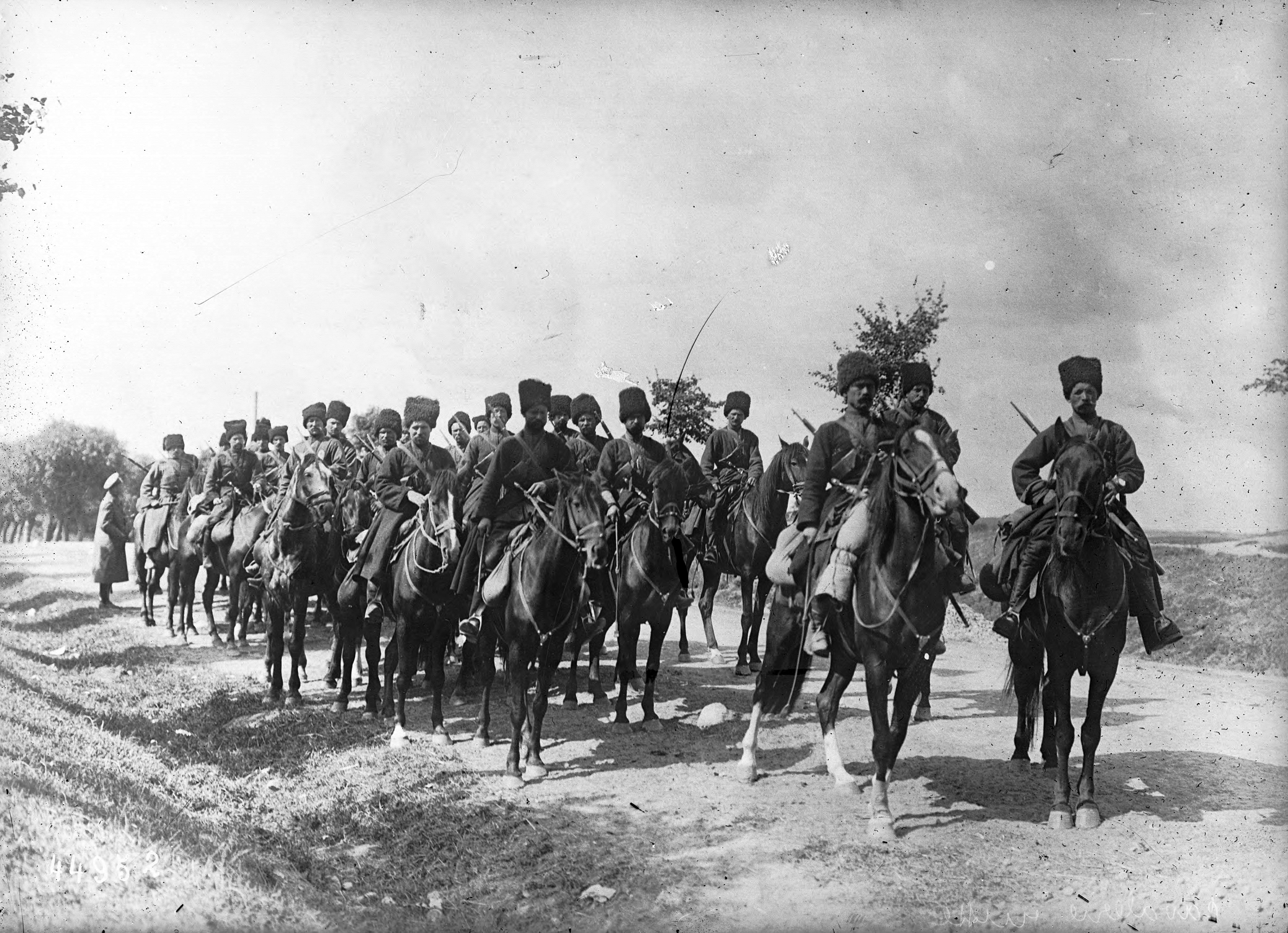
Казаки русской армии
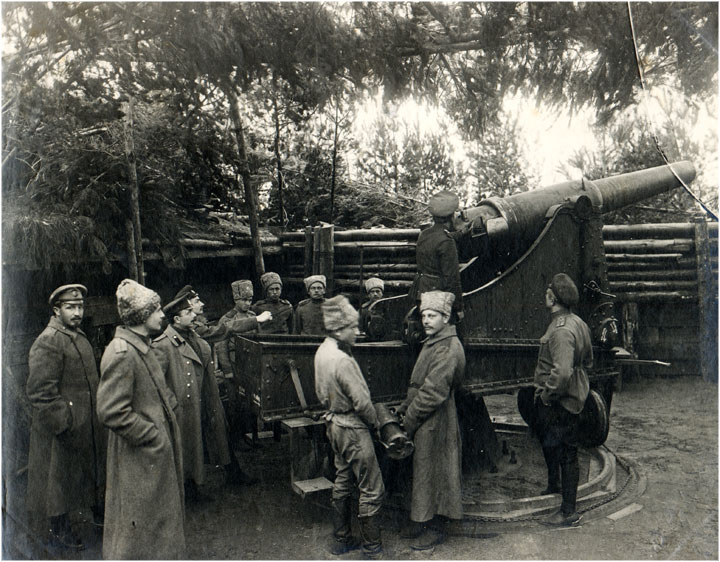
Тяжёлая  артиллерия 12-й армии Северного фронта, 1915 год
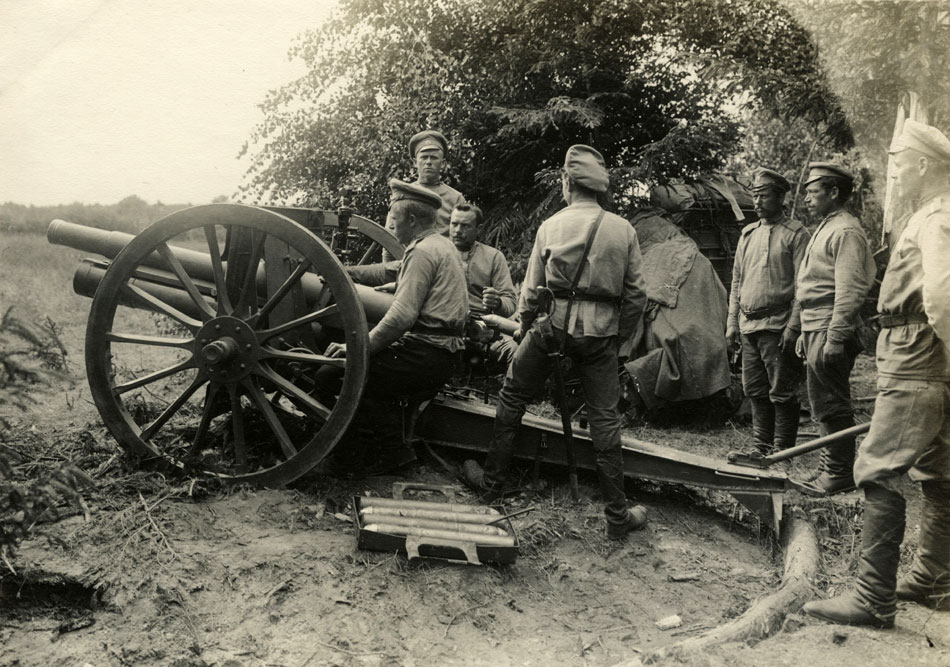
3-дюймовая (76,2 мм) полевая пушка, 1916 год
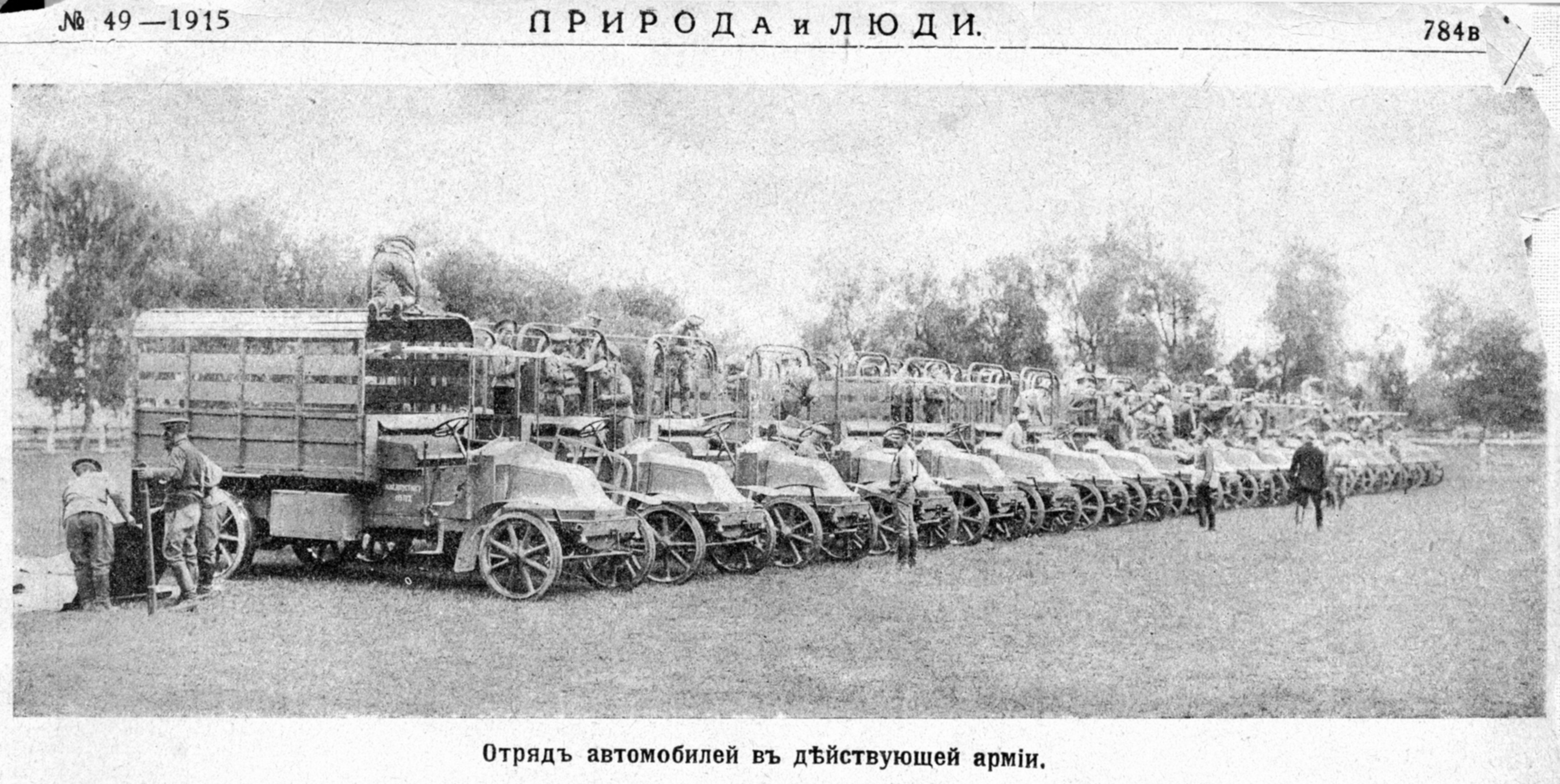
Отряд автомобилей русской армии, 1915 год
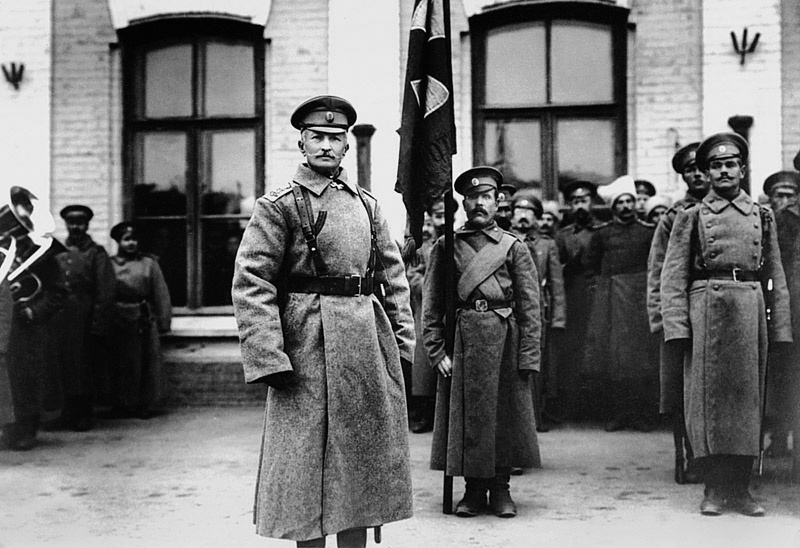
Генерал от кавалерии А. А. Брусилов на станции Ровно, 1915 год
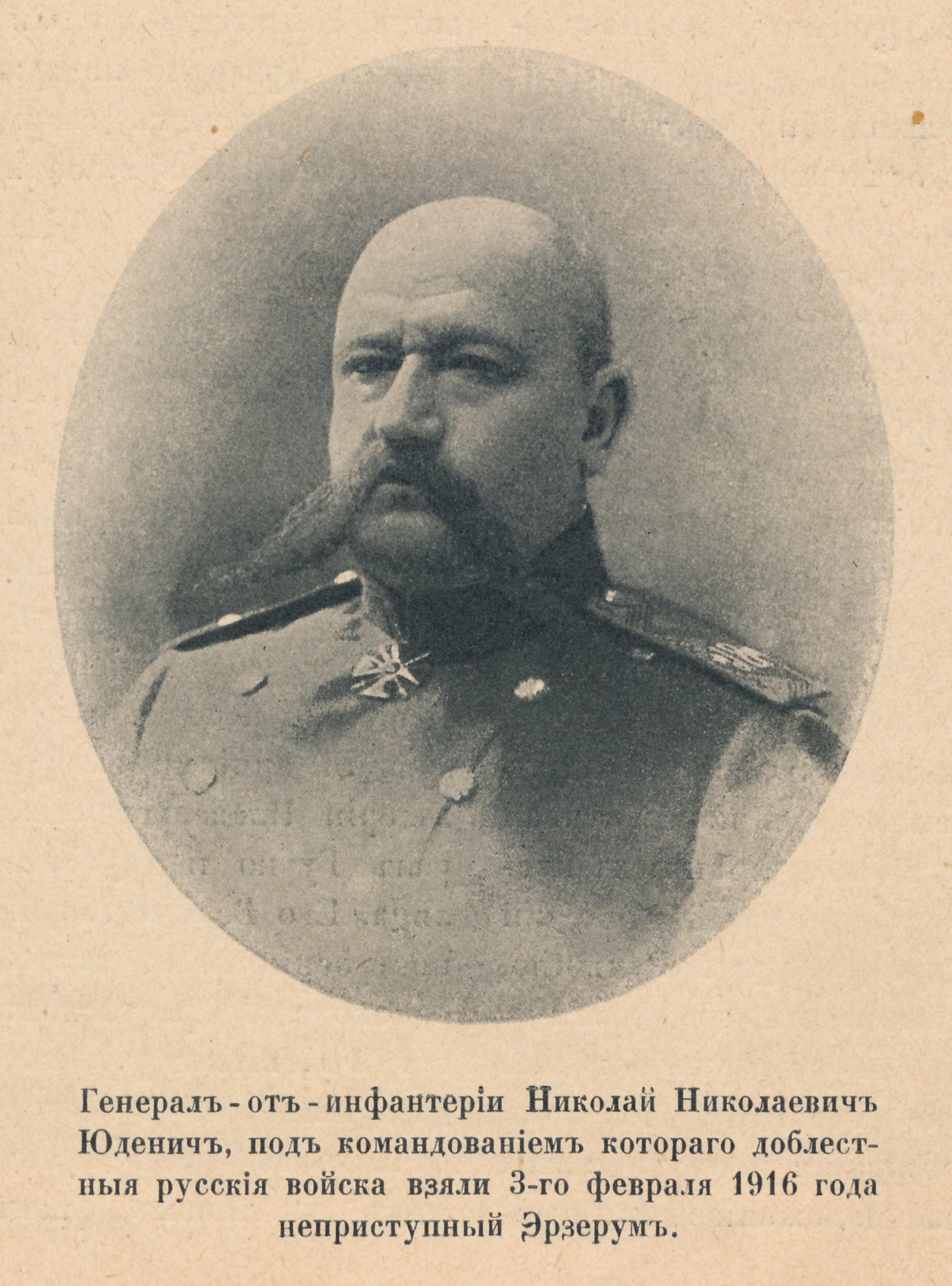
Генерал от инфантерии Н. Н. Юденич, 1916 год
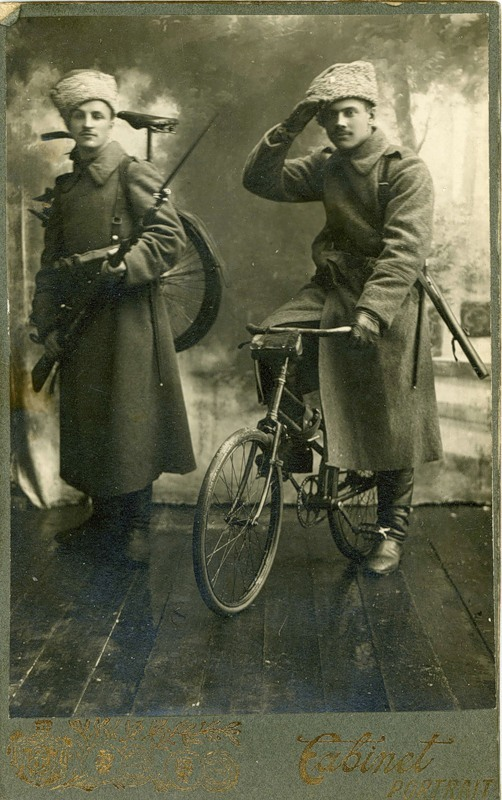
Самокатчики
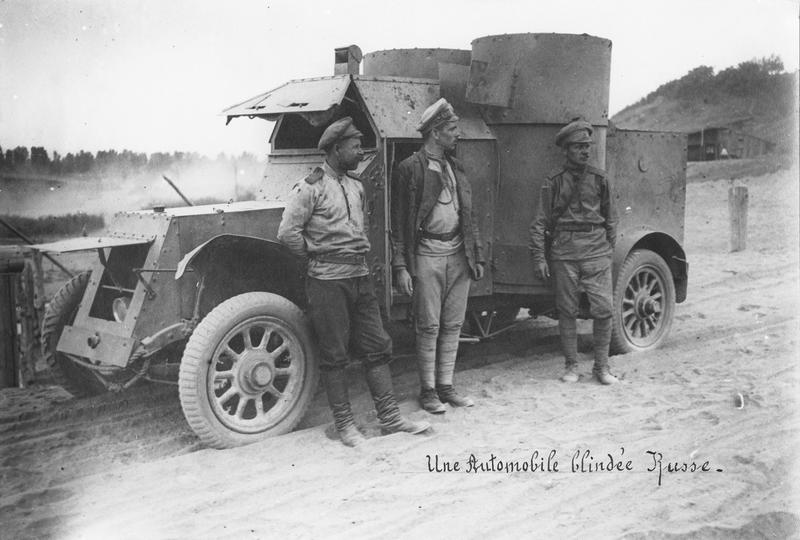
Бронеавтомобиль русской армии
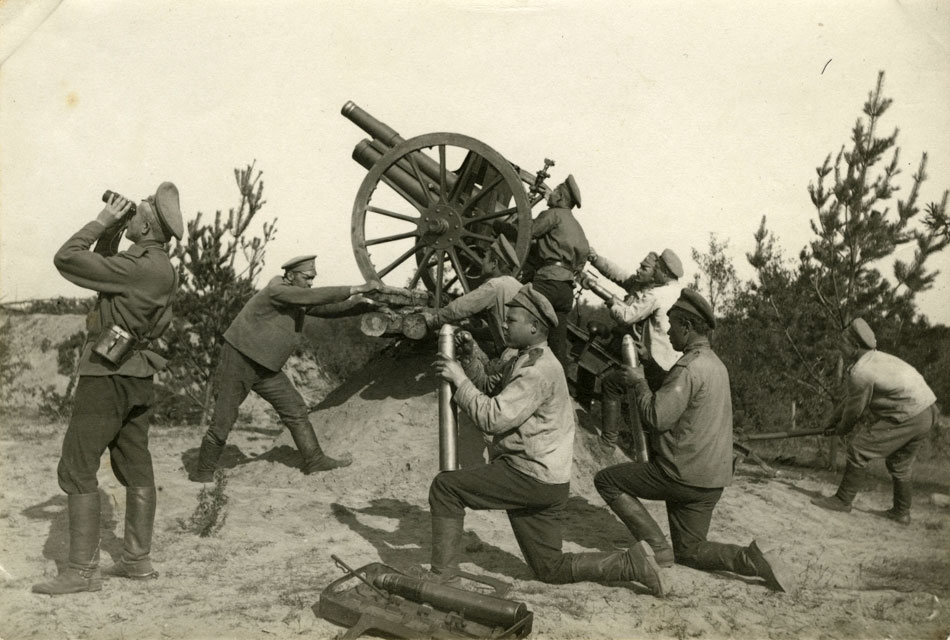
Стрельба по аэроплану из 3-дюймовой пушки, 1916 год
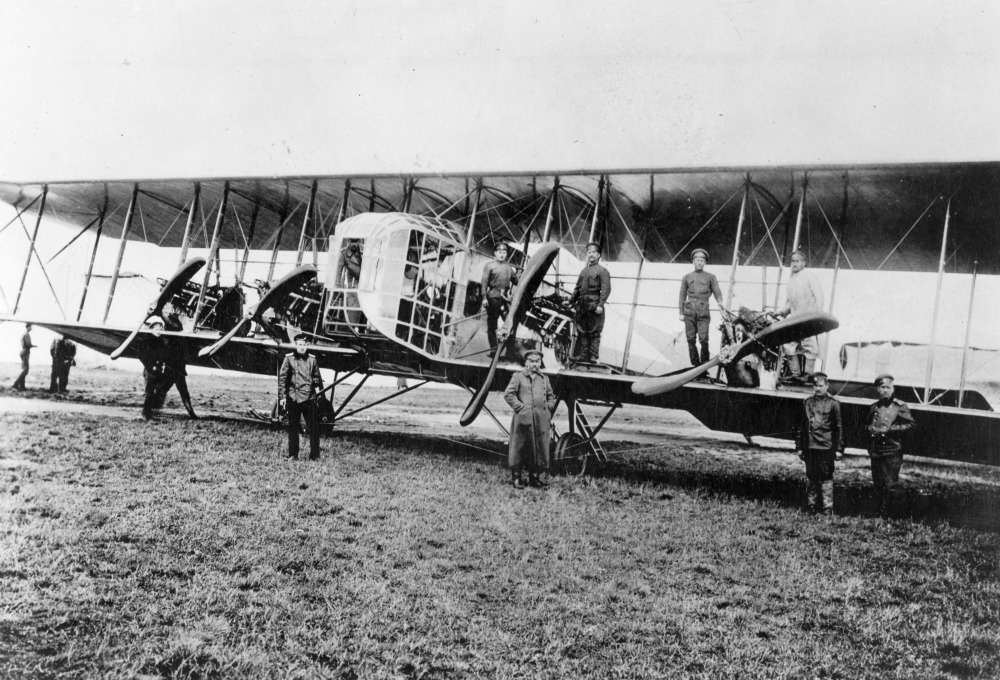
Самолёт «Илья Муромец»
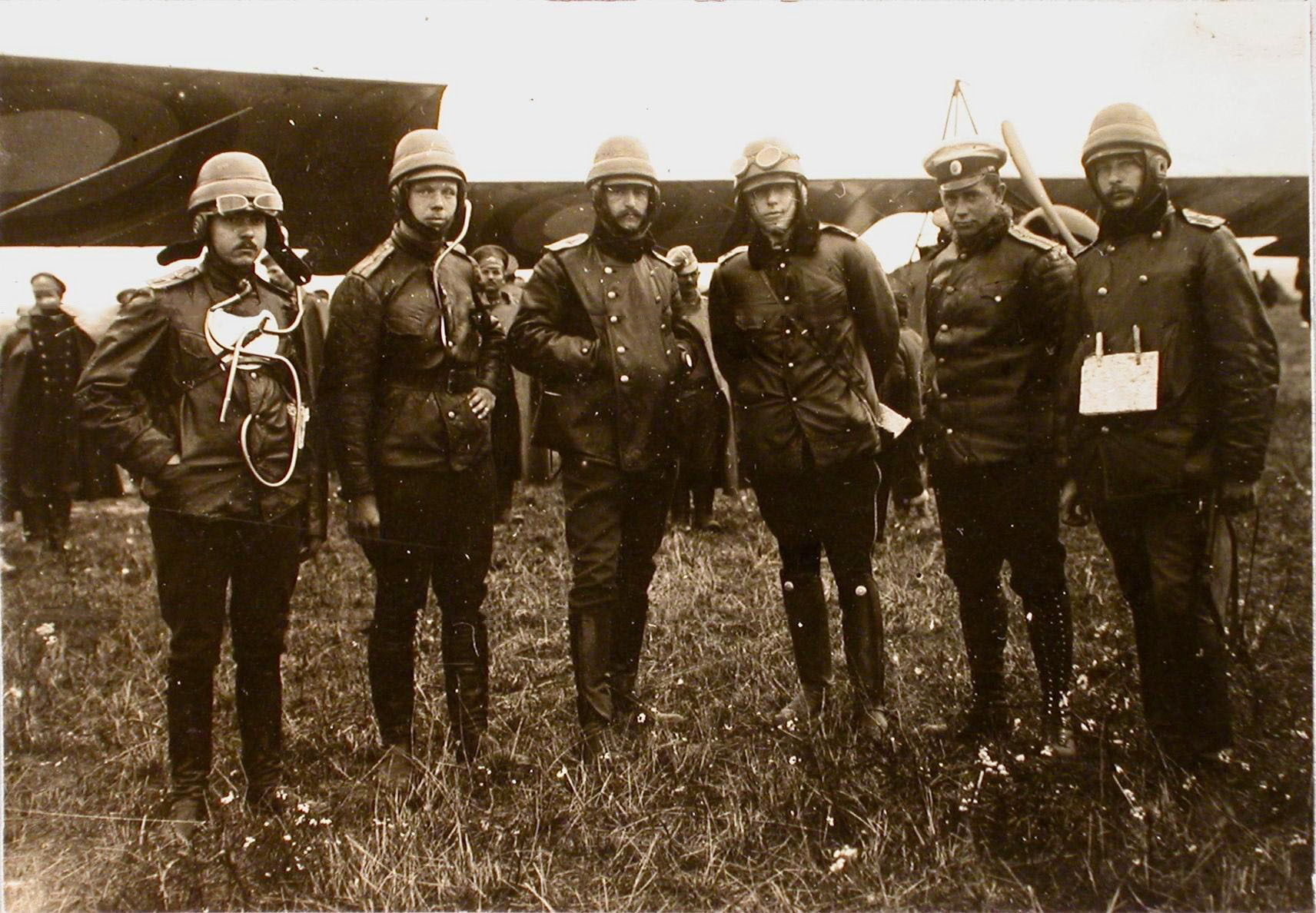
Русские авиаторы